# Bad Münstereifel
Bad Münstereifel (bis 1967 Münstereifel) ist eine Stadt im Kreis Euskirchen im Süden des Landes Nordrhein-Westfalen. Sie gilt als mittelalterliches Kleinod mit nahezu vollständig erhaltener restaurierter Stadtmauer und ist ein Erholungsort, insbesondere für die Bewohner der Ballungsräume Köln, Bonn, Düsseldorf und Ruhrgebiet. Seit dem 12. September 1974 ist Bad Münstereifel staatlich anerkanntes Kneipp-Heilbad.
Das an der Erft gelegene Grundzentrum übernimmt gemäß Landesentwicklungsplan Teilfunktionen eines Mittelzentrums und zählt 4109 Einwohner (Stand 31. Dezember 2019) im Stadtkern sowie weitere rund 13.000 Einwohner in den zugehörigen 51 Stadtteilen und Weilern. Mitte Juli 2021 wurden mehrere Stadtteile von einem schweren Hochwasserereignis getroffen.

## Geographie

### Geographische Lage

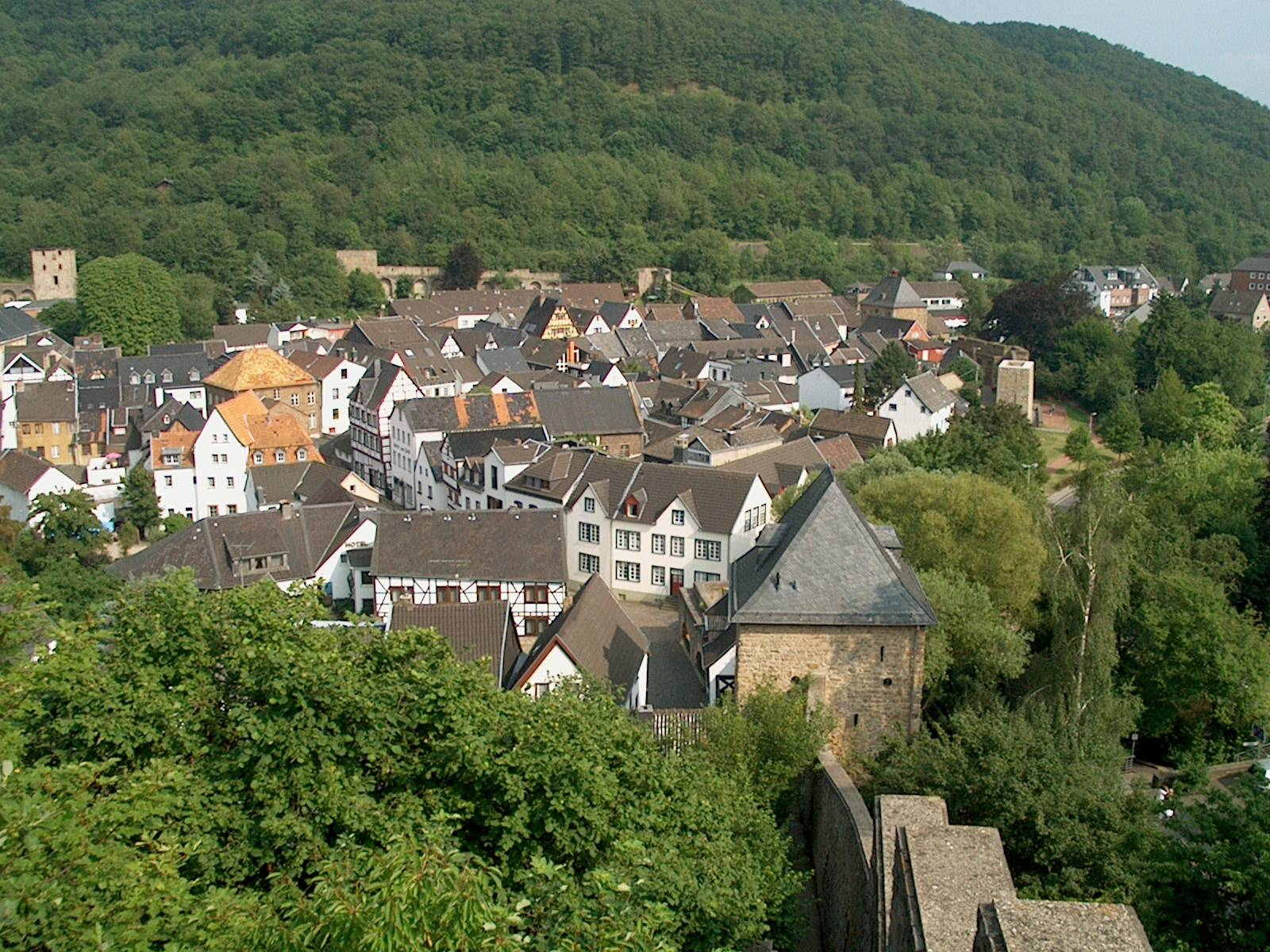
Stadtansicht

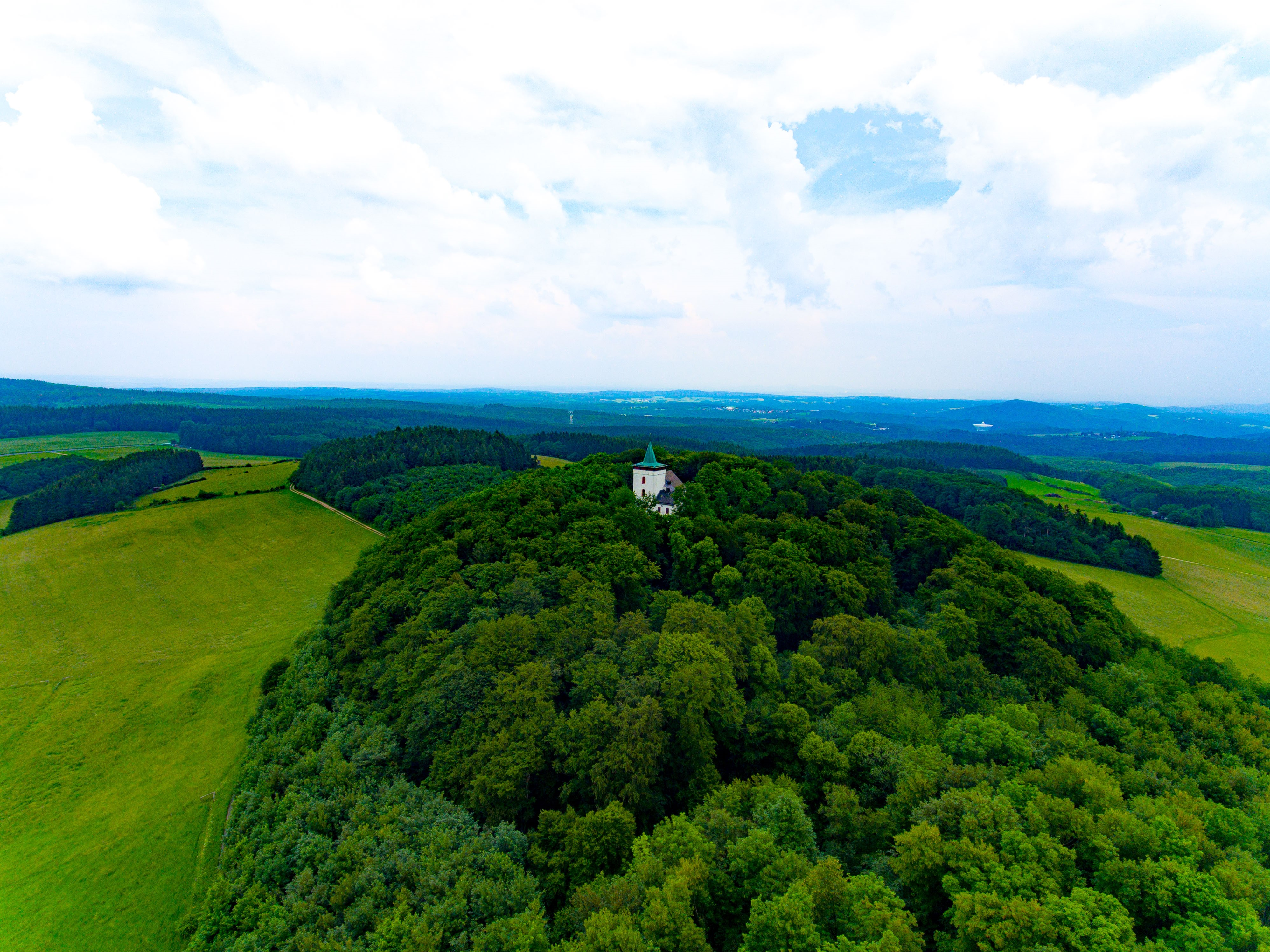
Michelsberg

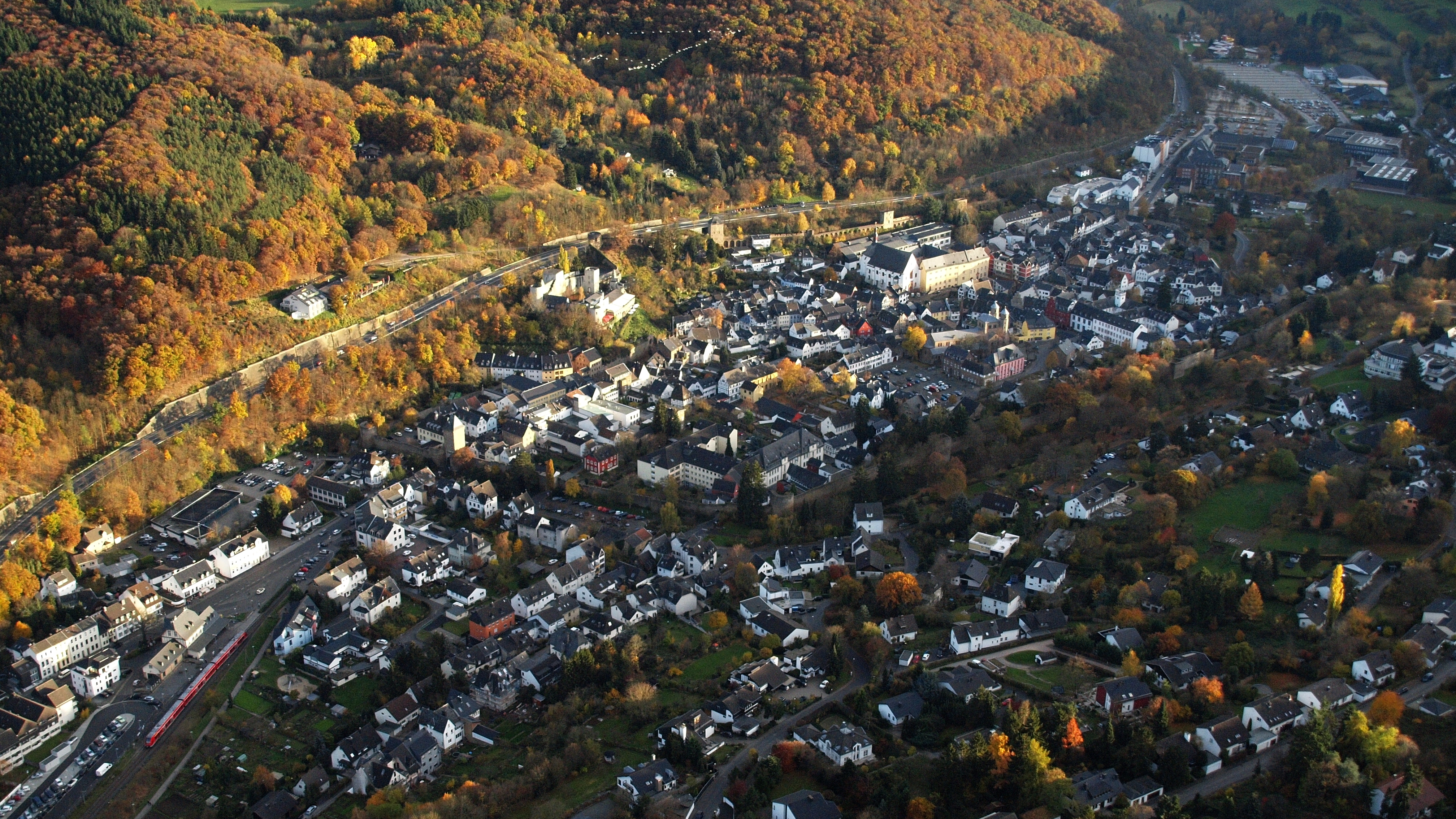
Luftaufnahme (2015)

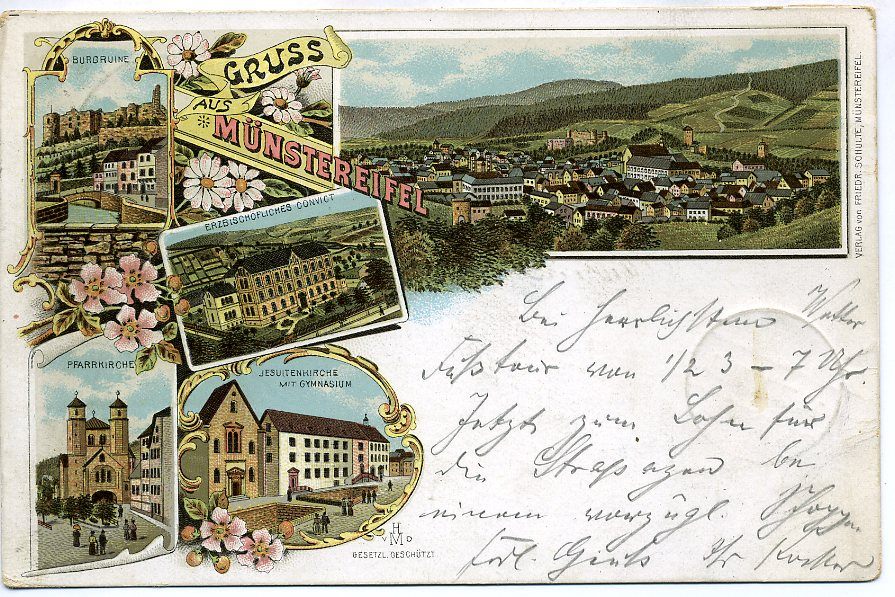
Lithokarte von 1897

Bad Münstereifel liegt etwa 30 Kilometer südwestlich von Bonn und rund zehn (jeweils Luftlinie) südlich der Kreisstadt Euskirchen im Münstereifeler Wald, einem Teil der Eifel, und wird von der Erft durchflossen. Es erstreckt sich auf rund 151 km² Fläche über Höhenlagen von 200 bis 586,1 m ü. NHN. Letzteres ist die Höhe des Michelsbergs, der sich als höchste Erhebung des Stadtgebiets im Nordwestteil des Ahrgebirges (weiterer Teil der Eifel) erhebt.
Das Stadtgebiet ist zu rund 60 Prozent bewaldet, etliche Waldparzellen sind als sogenannte Urwaldparzellen ausgewiesen. Über 200 Kilometer ausgebaute Wanderwege erschließen die Mittelgebirgslandschaft, die in etwa 25 Kilometer Entfernung zum Nationalpark Eifel liegt. Das gesamte Stadtgebiet gehört zum Naturpark Hohes Venn-Eifel.

### Klima
Bad Münstereifel gehört zum Regenschattengebiet der Osteifel (im Lee der westlichen Hocheifel und Schneifel) und weist durchschnittliche Jahresniederschläge von 650 bis knapp 800 mm auf (letzterer Wert rund um den Michelsberg).
Liegt Bad Münstereifel bei Südwestwetterlagen noch im Regenschatten, ändert sich dies schnell bei Nord-Nordost und Ostwetterlagen. Durch diese Winde werden Wolken gegen die nördliche Eifel gedrückt und regnen sich als Steigungsregen (= Luv) aus. Unwetterartige Regen- bzw. im Winter auch Schneefälle sind die Folge. So geschehen beim Jahrhunderthochwasser am 14. Juli 2021, als ein Vb-artiges Tiefdruckgebiet von Nordosten durch das Aufgleiten warmer Luftmassen immer wieder neue Niederschläge auslöste und diese mit einer nordöstlichen Strömung gegen die Eifel drückte. In und um Bad Münstereifel konnten so innerhalb von 24 Stunden extreme 200 mm Regen gemessen werden.
Im Ort selbst herrscht eine jahresdurchschnittliche Lufttemperatur von 7,5 bis 8,0 °C und eine Julitemperatur von ca. 15 bis 16 °C. Die Länge der Vegetationszeit liegt bei 130 bis 140 Tagen. Der mittlere Beginn der Apfelblüte ist am 10. bis 20. Mai. Die Winterroggenernte beginnt am 29. Juli bis 8. August.

### Stadtteile
Viele der Stadtteile von Bad Münstereifel gehören erst seit der Gebietsreform in Nordrhein-Westfalen zur Stadt. Durch das Gesetz zur Neugliederung des Landkreises Euskirchen wurden am 1. Juli 1969 die folgenden Gemeinden eingegliedert: Arloff, Effelsberg, Eschweiler, Hohn, Houverath, Iversheim, Kalkar, Mahlberg, Mutscheid, Nöthen, Rupperath und Schönau.
Die Gemeinden Hohn und Nöthen gehörten vorher dem Landkreis Schleiden an. Der Ort Lingscheiderhof aus der ehemaligen Gemeinde Holzmülheim (ebenfalls vorher im Landkreis Schleiden) und Waldgebiete der Gemeinde Kirchheim kamen ebenfalls hinzu.
Die Stadtteile Bad Münstereifels mit Stand 31. Dezember 2022 sind in der folgenden Tabelle gelistet:
| Stadtteil       | Einwohner | Höhe (m) | ehemalige Gemeinde |
| --------------- | --------- | -------- | ------------------ |
| Arloff          | 1072      | 221      | Arloff             |
| Bergrath        | 110       | 467      | Hohn               |
| Berresheim      | 91        | 396      | Mutscheid          |
| Effelsberg      | 159       | 450      | Effelsberg         |
| Eichen          | 62        | 348      | Houverath          |
| Eicherscheid    | 832       | 316      | Münstereifel       |
| Ellesheim       | 101       | 367      | Mutscheid          |
| Esch            | 244       | 469      | Mutscheid          |
| Eschweiler      | 544       | 397      | Eschweiler         |
| Gilsdorf        | 111       | 325      | Nöthen             |
| Hilterscheid    | 145       | 434      | Mutscheid          |
| Hohn            | 356       | 355      | Hohn               |
| Holzem          | 278       | 435      | Effelsberg         |
| Honerath        | 53        | 419      | Mutscheid          |
| Houverath       | 744       | 367      | Houverath          |
| Hummerzheim     | 132       | 455      | Mutscheid          |
| Hünkhoven       | 44        | 402      | Rupperath          |
| Iversheim       | 1312      | 245      | Iversheim          |
| Kalkar          | 410       | 238      | Kalkar             |
| Kernstadt       | 3996      | 280      | Münstereifel       |
| Kirspenich      | 1527      | 236      | Arloff             |
| Kolvenbach      | 56        | 341      | Hohn               |
| Langscheid      | 139       | 448      | Schönau            |
| Lanzerath       | 101       | 365      | Houverath          |
| Lethert         | 183       | 438      | Effelsberg         |
| Limbach         | 91        | 369      | Houverath          |
| Lingscheiderhof | 20        | 366      | Holzmülheim        |
| Mahlberg        | 634       | 465      | Mahlberg           |
| Maulbach        | 153       | 369      | Houverath          |
| Mutscheid       | 98        | 421      | Mutscheid          |
| Neichen         | 39        | 426      | Effelsberg         |
| Nitterscheid    | 192       | 472      | Mutscheid          |
| Nöthen          | 721       | 355      | Nöthen             |
| Odesheim        | 181       | 438      | Mutscheid          |
| Ohlerath        | 172       | 405      | Mutscheid          |
| Reckerscheid    | 127       | 491      | Mutscheid          |
| Rodert          | 454       | 427      | Münstereifel       |
| Rupperath       | 457       | 400      | Rupperath          |
| Sasserath       | 223       | 451      | Mutscheid          |
| Scheuerheck     | 151       | 440      | Effelsberg         |
| Scheuren        | 170       | 365      | Houverath          |
| Schönau         | 851       | 362      | Schönau            |
| Soller          | 117       | 497      | Mutscheid          |
| Vollmert        | 39        | 484      | Schönau            |
| Wald            | 652       | 420      | Houverath          |
| Willerscheid    | 146       | 439      | Mutscheid          |
| Witscheiderhof  | 138       | 460      | Hohn               |

### Nachbargemeinden
Folgende Gemeinden grenzen an das Stadtgebiet Bad Münstereifel:
| in Nordrhein-Westfalen - Nettersheim - Mechernich - Euskirchen - Rheinbach in Rheinland-Pfalz - Verbandsgemeinde Altenahr - Verbandsgemeinde Adenau | \| Mechernich \| Euskirchen \| Rheinbach \| \| \| \| \| \| Nettersheim \| Adenau \| Altenahr \| |           |
| Mechernich | Euskirchen                                                                                      | Rheinbach |
| | Kompassrose, die auf Nachbargemeinden zeigt                                                     |           |
| Nettersheim | Adenau                                                                                          | Altenahr  |

## Geschichte
Bereits in der Frühzeit zog es die Menschen auf den in der Nähe gelegenen Michelsberg, die zweithöchste Erhebung des Ahrgebirges. Zahlreiche Artefaktfunde von dort belegen, dass bereits in der Mittelsteinzeit (9600 bis 5500/4500 v. Chr.) Menschen als Jäger und Sammler in dieser Gegend lebten. Eine Siedlung der Jungsteinzeit (5500/4500 bis 2000 v. Chr.) ist auf einem Höhenzug bei Schönau in der Gemarkung Op de Pöhle durch Werkzeuge wie Klingen u. a. aus Feuerstein nachgewiesen. Die prähistorischen Artefakte befinden sich im Hürten-Museum in Bad Münstereifel.
Um 830 gründete der dritte Abt von Prüm, Markward, ein Tochterkloster der Benediktiner, das er „Novum Monasterium“ (= Neumünster) nannte. 844 schenkte Papst Sergius II. dem Abt die Gebeine des römischen Märtyrerehepaars Chrysanthus und Daria und Reliquien 46 weiterer Heiliger. Danach gewann das Kloster durch rege Wallfahrtstätigkeit an Bedeutung und wurde kirchlicher Mittelpunkt des Eifeldekanates. König Zwentibold von Lotharingien verlieh nach einem Besuch im Jahre 898 dem Kloster das Markt-, Münz- und Zollrecht. Um die Klostermauern herum entstand eine Siedlung, vor dem Kloster entstand ein Markt.
Ab dem Ende des 10. Jahrhunderts entstanden auch im heutigen Stadtgebiet von Bad Münstereifel mehrere Siedlungen, die als Endung des Ortsnamens ein „-scheid“ aufweisen. Hierbei handelt es sich um bewaldete oder ehemals bewaldete Bergriedel.
Im 12. Jahrhundert setzte sich ein neuer Name für die Siedlung durch, Monasterium in Eiflia. Das Kloster wurde in ein Stift umgewandelt. Um 1300 baute der Graf von Jülich die Burg und errichtete die Stadtbefestigung. 1356 wurde Münstereifel Sitz eines Gerichts und der städtischen Selbstverwaltung. Es entstanden Wollwebereien, Gerbereien und Brauereien. 1454 gab der Herzog von Jülich der Stadt eine Ratsverfassung. Dem Rat gehörten sieben Schöffen und sieben Ratsverwandte an, aus deren Mitte jährlich der Bürgermeister gewählt wurde. Nach 1600 wurde Münstereifel zu einer Stadt der Gegenreformation umgebaut. 1618 kamen die Kapuziner nach Münstereifel, die auf ihrem Klosterbezirk auch eine Tuchmanufaktur errichteten und damit neue Arbeitsplätze für die in Schwierigkeiten geratenen Wollweber schufen. 1625 nahmen die Jesuiten den Unterricht des St. Michael-Gymnasiums auf. Ihre Niederlassung wurde 1649 zum Kolleg erhoben; die Errichtung der Klostergebäude erfolgte zwischen 1652 und 1674, die der Jesuitenkirche von 1659 bis 1668; das Gymnasialgebäude wurde zwischen 1724 und 1727 errichtet. Ab 1657 ließen sich die Karmelitinnen in Münstereifel nieder. Ihr Klosterkomplex wurde 1769/70 erbaut. Das von den Jesuiten erbaute St. Michael-Gymnasium war die einzige höhere Schule zwischen Köln und Trier.
Münstereifel wurde wie das gesamte linke Rheinufer im Ersten Koalitionskrieg von französischen Truppen besetzt; im Jahr 1798 erfolgte die Annexion dieses Gebiets durch die Erste Französische Republik. Münstereifel wurde zu einer Mairie (Bürgermeisterei) im Département de Rhin-et-Moselle. Hier gehörte es zum Kanton Rheinbach im Arrondissement de Bonn. Die Säkularisation der Klöster und des Stifts um 1802 durch Napoleon bedeutete einen schweren Rückschlag für das wirtschaftliche Leben der Stadt, das durch zuletzt sieben Klöster und Kirchen mit insgesamt etwa 100 Priestern, Schwestern und Laienbrüdern geprägt wurde.
Am Ende der Napoleonischen Kriege wurden die Gebiete entlang des Rheins grundlegend neu geordnet. Auf dem Wiener Kongress 1815 fiel Münstereifel mit anderen linksrheinischen Gebieten an Preußen und gehörte fortan zur Rheinprovinz des neu gegliederten preußischen Staates. Münstereifel verlor im weiteren Verlauf des 19. Jahrhunderts politisch und wirtschaftlich an Bedeutung. Erst gegen dessen Ende brachte der Fremdenverkehr eine erneute Belebung der Wirtschaft. Münstereifel wurde 1926 Kneippkurort und heißt seit 1967 „Bad“ Münstereifel.
Am 20. Oktober 1906 besuchte Kaiser Wilhelm II auf seiner Reise durch die Eifel auch Bad Münstereifel.
Von 1901 bis 1965 bestand an der Straße nach Iversheim die Firma Hettner, die Industriebohrmaschinen fertigte. Eine solche Maschine ist als Denkmal mittig im Kreisel der B51 aufgestellt.
Nachdem Mitte der 1920er Jahre bereits Pläne für eine Motorsport-Rennstrecke am Kölner Stadtrand und im Bonner Kottenforst bestanden haben, nahm später auch die Planung eines Kurses im Stadtwald von Bad Münstereifel Gestalt an. Die Projekte wurden aus finanziellen Gründen jedoch alle verworfen, woraufhin der Nürburgring bei Adenau erbaut und 1927 eröffnet wurde.
Im Zweiten Weltkrieg nutzte Adolf Hitler während des Westfeldzuges vom 10. Mai bis zum 6. Juni 1940 und während der Ardennenoffensive ab 19. Dezember 1944 das zuvor ausgebaute Führerhauptquartier „Felsennest“ in Münstereifel-Rodert. Das Oberkommando des Heeres (OKH) hatte sein Quartier in einem Bunker- und Barackenlager um das Forsthaus Hülloch.
Am 25. Dezember 1944 erlitt Bad Münstereifel den schwersten Bombenangriff. Am stärksten betroffen waren die Marktstraße und die Wertherstraße. Insbesondere das Postamt und das ehemalige Gerichtsgebäude (Haus Best) wurden zerstört. Auch der Südflügel des gotischen Rathauses wurde getroffen.
Insgesamt ereigneten sich in der Stadt 25 alliierte Luftangriffe, bei denen 53 Menschen aus der Zivilbevölkerung ums Leben kamen. 145 Soldaten aus den Orten Münstereifel, Eicherscheid und Rodert waren gefallen.
Münstereifel und die Umgebung wurden am 7. März 1945 kampflos von US-amerikanischen Soldaten eingenommen.
Als letzter katholischer Orden ließen sich 2008 die Legionäre Christi (LC) in Bad Münstereifel nieder und übernahmen das ehemalige Ursulinen-Internat als Apostolische Schule und Noviziat.
Beim Hochwasser der Erft am 15. und 16. Juli 2021 nahm die Innenstadt schweren Schaden. Auch in den umliegenden Stadtteilen Arloff, Eicherscheid, Iversheim, Kirspenich und Schönau gab es schwere Verwüstungen. Am 20. Juli 2021 besuchte Angela Merkel Bad Münstereifel, um sich selbst ein Bild von den Schäden zu machen. In der Folgezeit besuchten zudem ebenfalls im Rahmen des Wiederaufbaus Ina Scharrenbach, Hendrik Wüst und Olaf Scholz Bad Münstereifel (s. a. Liste von Hochwasserereignissen an der Erft).

## Politik
- Linke: 1
- SPD: 7
- Grüne: 4
- UWV: 4
- FDP: 3
- Hoever: 1
- CDU: 12

### Stadtrat
Der Stadtrat ist die kommunale Volksvertretung der Stadt Bad Münstereifel. Über die Zusammensetzung entscheiden die Bürger alle fünf Jahre. Die letzte Wahl war die Kommunalwahl am 13. September 2020. Der aktuelle Stadtrat hat 32 Sitze.

### Bürgermeisterin
Bürgermeisterin von Bad Münstereifel ist seit 2015 Sabine Preiser-Marian von der CDU. Sie wurde zuletzt am 13. September 2020 in ihrem Amt bestätigt. Thomas Bell von den Linken trat als Gegenkandidat an. Erster stellvertretender Bürgermeister ist Ludger Müller (CDU) und zweite stellvertretende Bürgermeisterin ist Brigitte Fuchs (SPD). Allgemeiner Vertreter ist Kurt Reidenbach.
Bei der Kommunalwahl am 13. September 2015 starb der Bürgermeister-Kandidat Werner Esser (SPD) am Wahlabend. Esser hatte zuvor 44,7 % der Stimmen erhalten und es wäre zu einer Stichwahl gegen Sabine Preiser-Marian, die 37,7 % erhalten hatte, gekommen. Die Wiederholung der Wahl fand am 25. Oktober 2015 und die anschließende Stichwahl fand am 8. November 2015 statt.

### Ehemalige Bürgermeister
- 1969–1994: Heinz Gerlach, CDU
- 1994     : Josef Zingel, CDU
- 1994–1996: Ursula Koch-Träger, SPD
- 1996–2004: Hans-Joachim Bädorf, CDU
- 2004–2015: Alexander Büttner, CDU

### Städtepartnerschaften
Städtepartnerschaften bestehen mit:
- Ashford, Kent (Vereinigtes Königreich), seit 1964 (Jugendaustausch seit 1952)
- Fougères, Bretagne (Frankreich), seit 1967

### Bürgerentscheid
Am 30. Mai 2021 wurde in Bad Münstereifel erstmals ein Bürgerentscheid durchgeführt. Das obligatorisch zulässige Bürgerbegehren wurde zuvor mit der Frage „Sind Sie dagegen, dass die städtischen Flächen in der Gemarkung Nöthen (Nöthener Wald) für Windkraftanlagen zur Verfügung gestellt werden?“ eingereicht. Insgesamt beantworteten 3.277 Personen die Frage mit „Ja“ und 3.584 Personen die Frage mit „Nein“. Gemäß § 26 Abs. 7 der Gemeindeordnung NRW wurde das notwendige Abstimmungsquorum erreicht, womit die städtischen Flächen in der Gemarkung Nöthen (Nöthener Wald) für Windkraftanlagen theoretisch zur Verfügung gestellt werden könnten.

### Hoheitssymbole

Bannerflagge

Die Stadt Bad Münstereifel führt ein Wappen und eine Flagge.
| Wappen der Stadt Bad Münstereifel | Blasonierung: „Geteilt von Gold und Rot, oben ein wachsender, rot bewehrter und bezungter schwarzer Löwe, unten ein goldener fünfstrahliger Stern.“ |
| Wappen der Stadt Bad Münstereifel | Wappenbegründung: Münstereifel war eine der vier Hauptstädte des Herzogtums Jülich, worauf der Jülicher Löwe im Wappen heute noch verweist. Der Stern ist ein Symbol für die Gerichtsbarkeit. Seit 1171 ist ein Schöffengericht urkundlich belegt, dem 1197 die Marktgerichtsbarkeit übertragen wurde. Aus diesem Schöffengericht entwickelte sich der Rat der Stadt. Erstmals bezeugt ist das Münstereifeler Wappen im Siegel der Münstereifeler Schöffen aus dem 14. Jahrhundert. Das Wappen wurde vom Kölner Regierungspräsidenten am 27. März 1972 genehmigt. |

## Kultur und Sehenswürdigkeiten

### Bauwerke

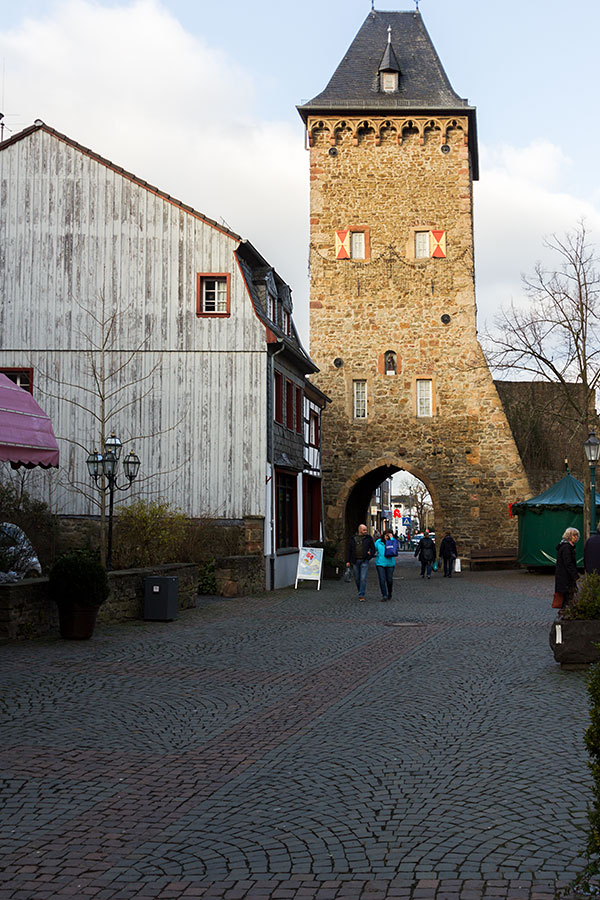
Werther Tor
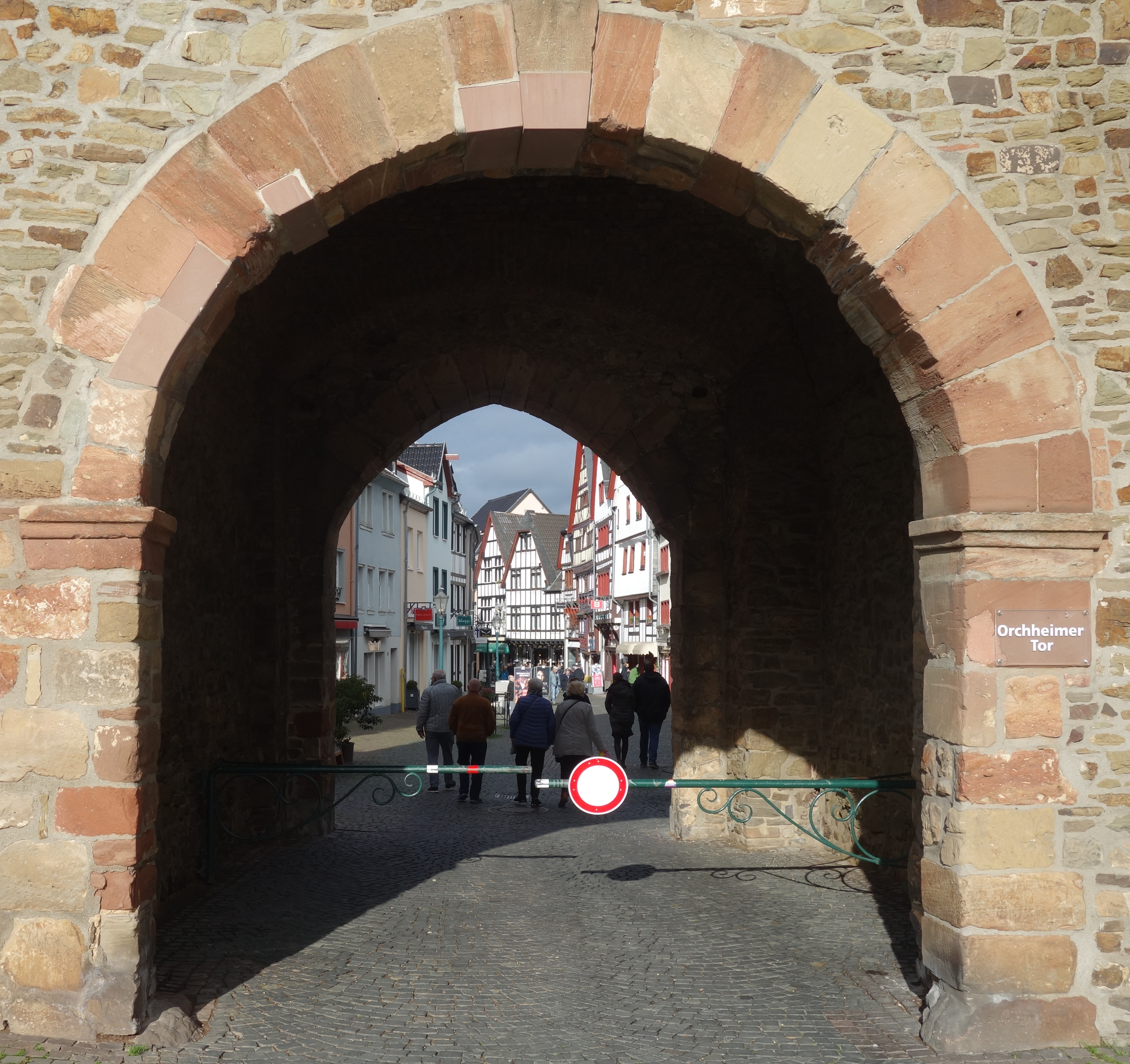
Orchheimer Tor
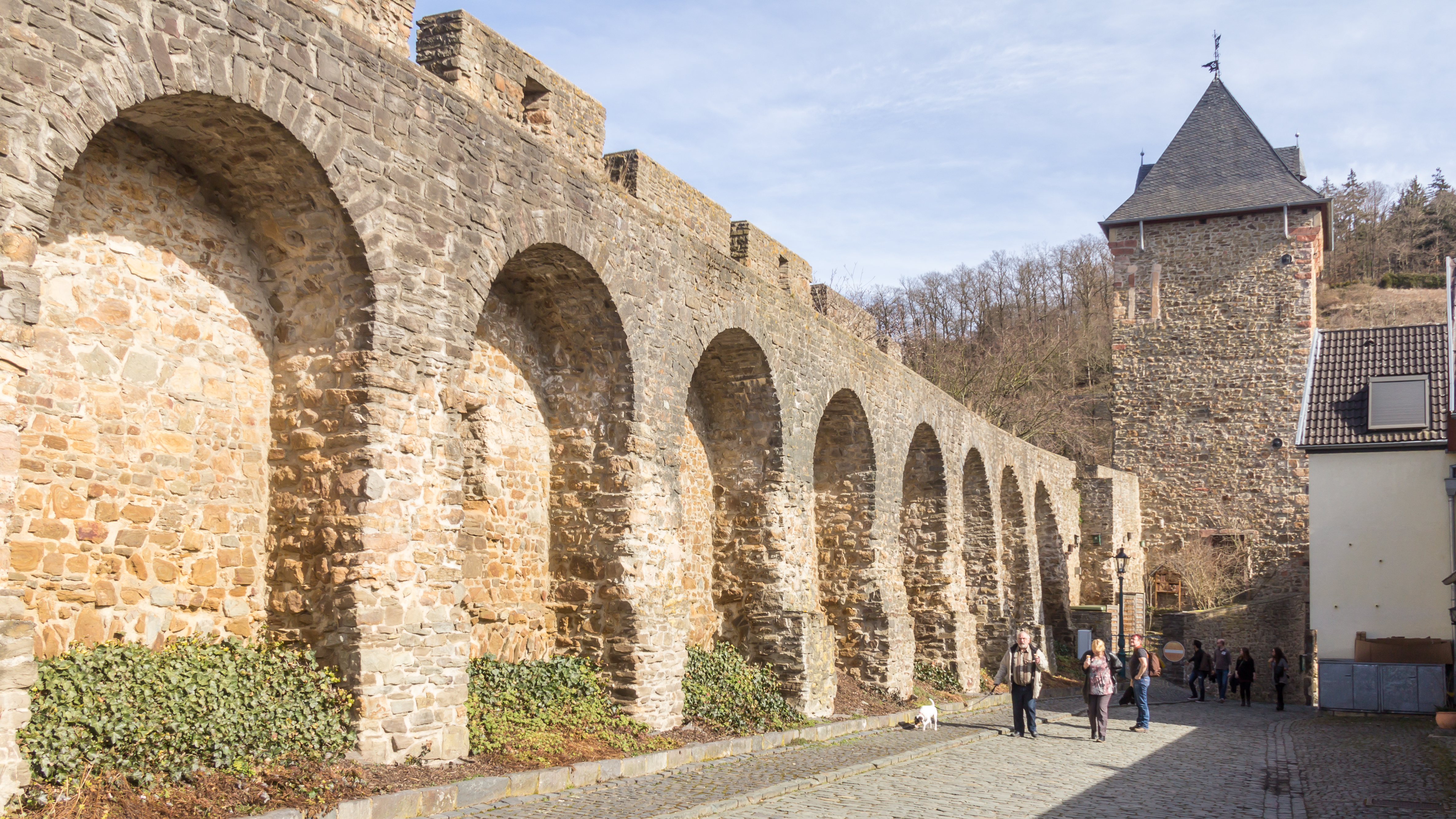
Mittelalterliche Stadtumwehrung mit Bogenpfeilern
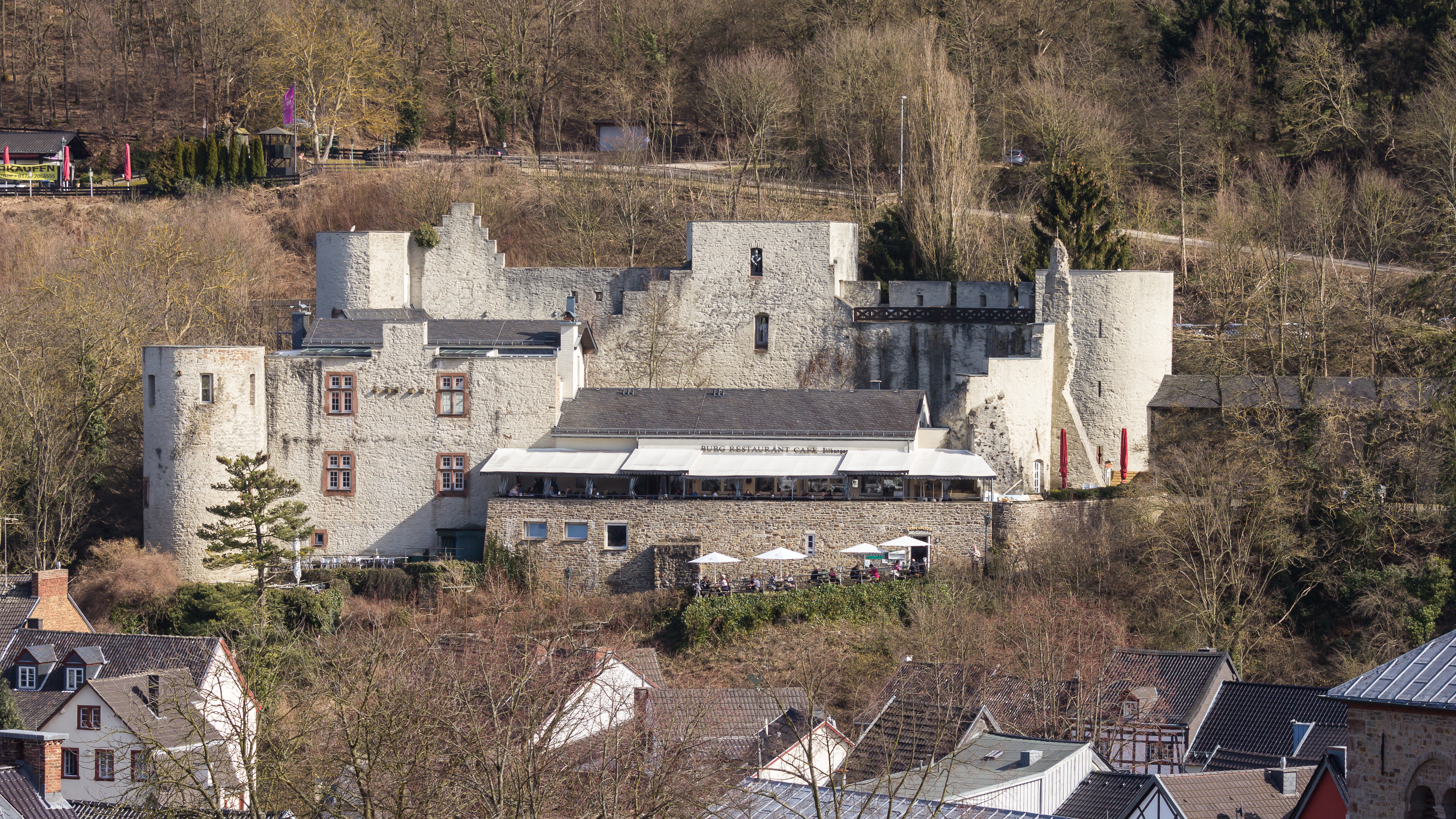
Burg Münstereifel
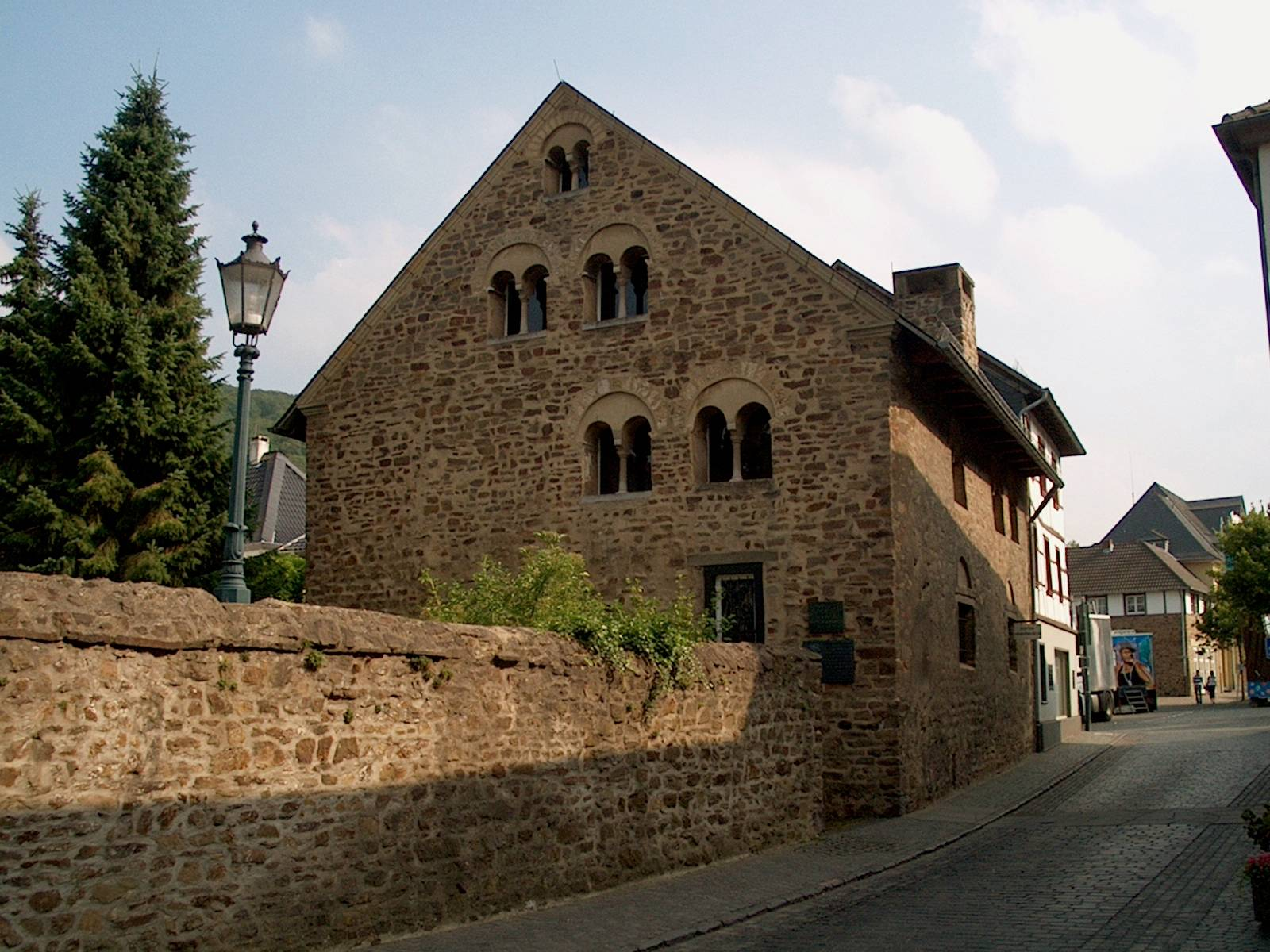
Romanisches Haus von 1167
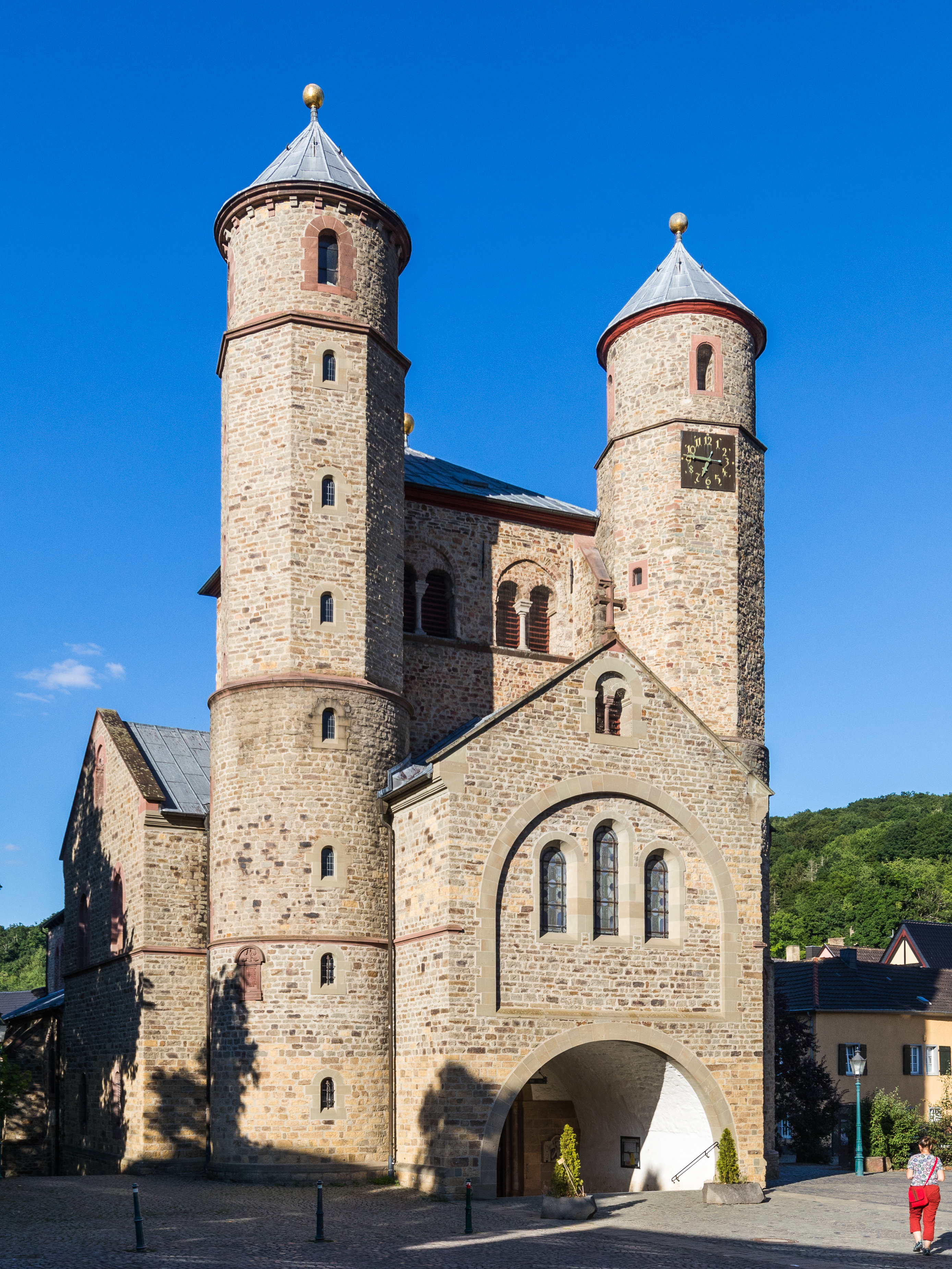
Stiftskirche St. Chrysanthus und Daria von 1100
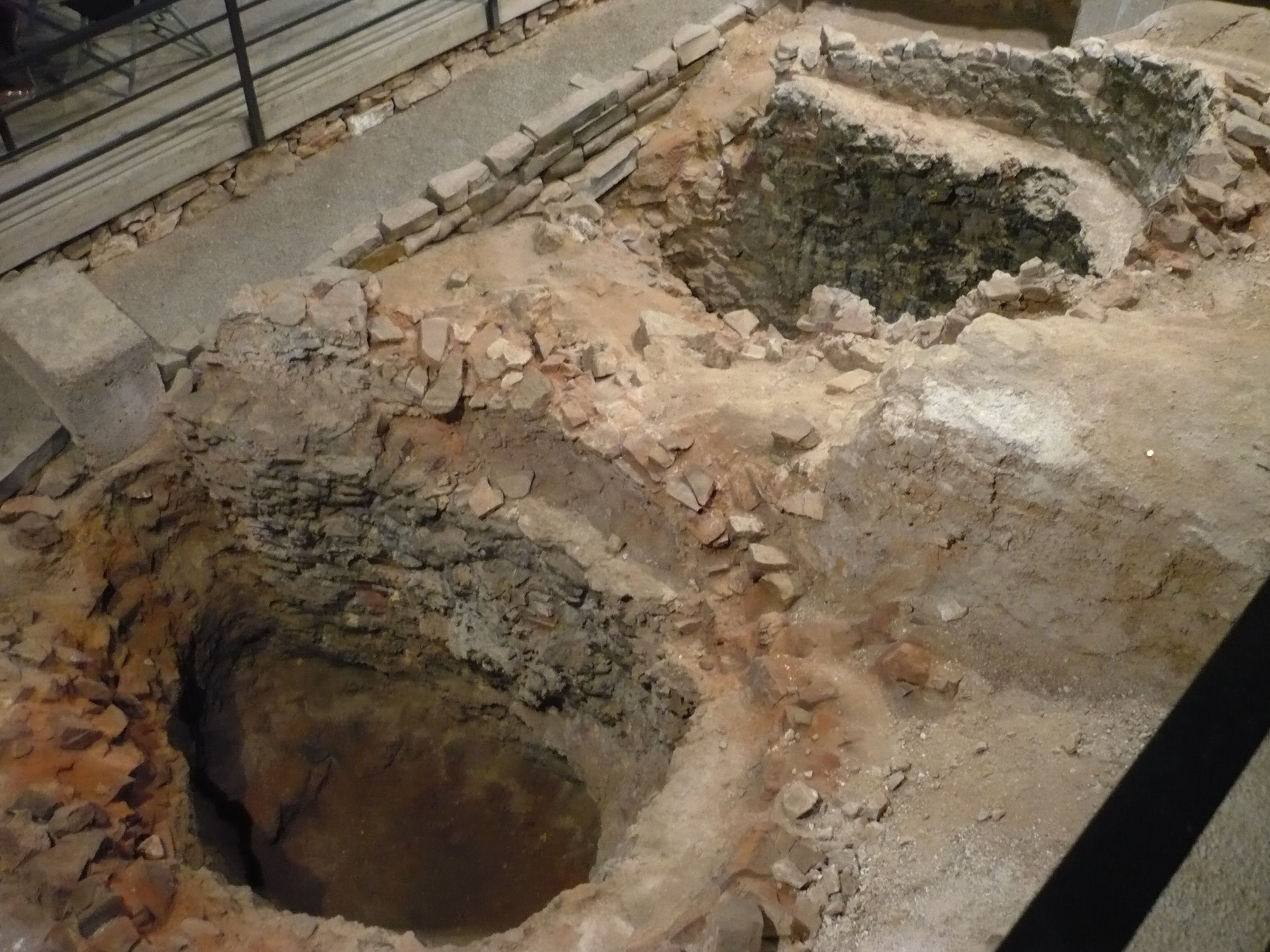
Römische Kalkbrennerei aus dem 3. Jahrhundert bei Iversheim
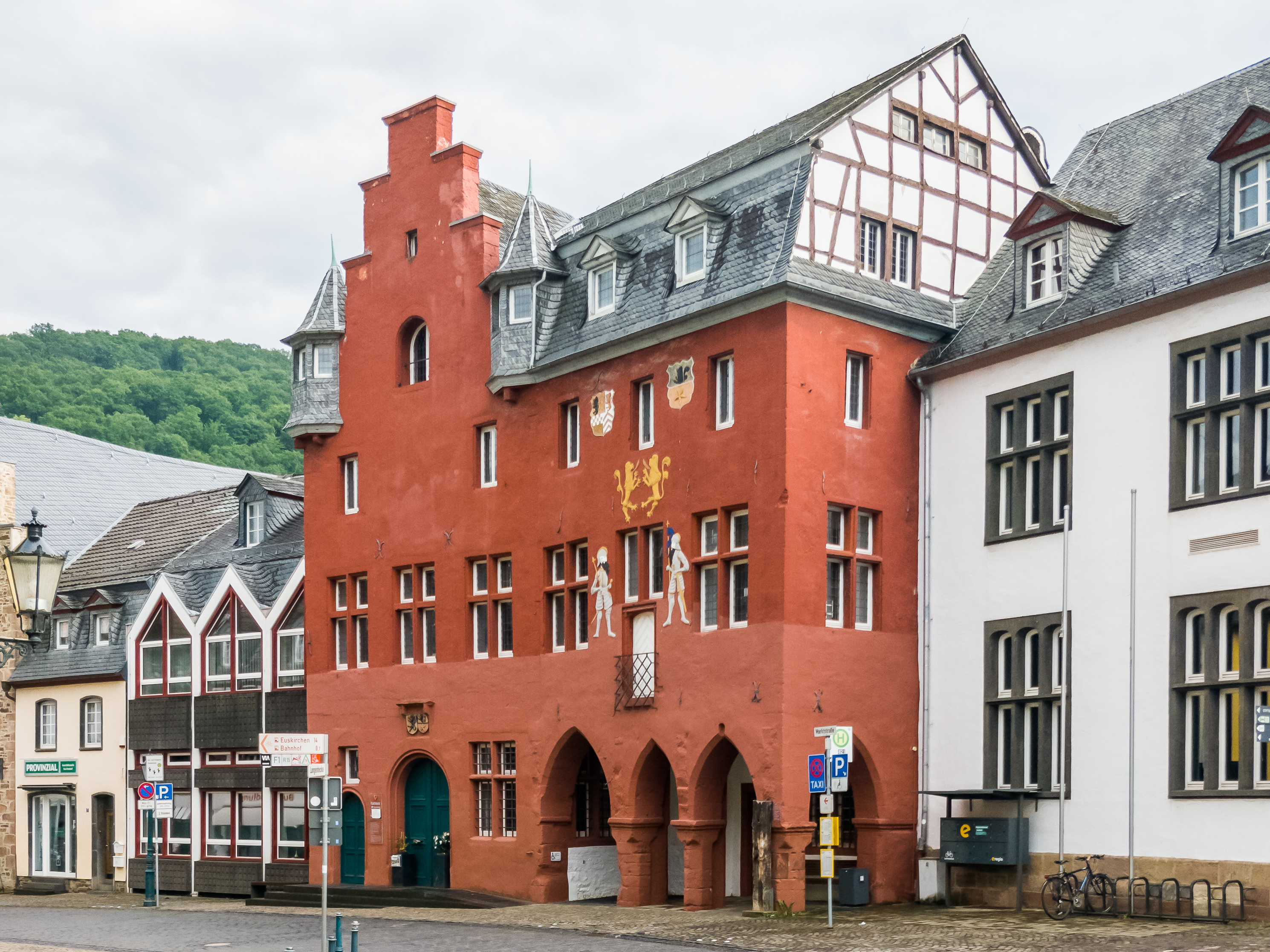
Rathaus
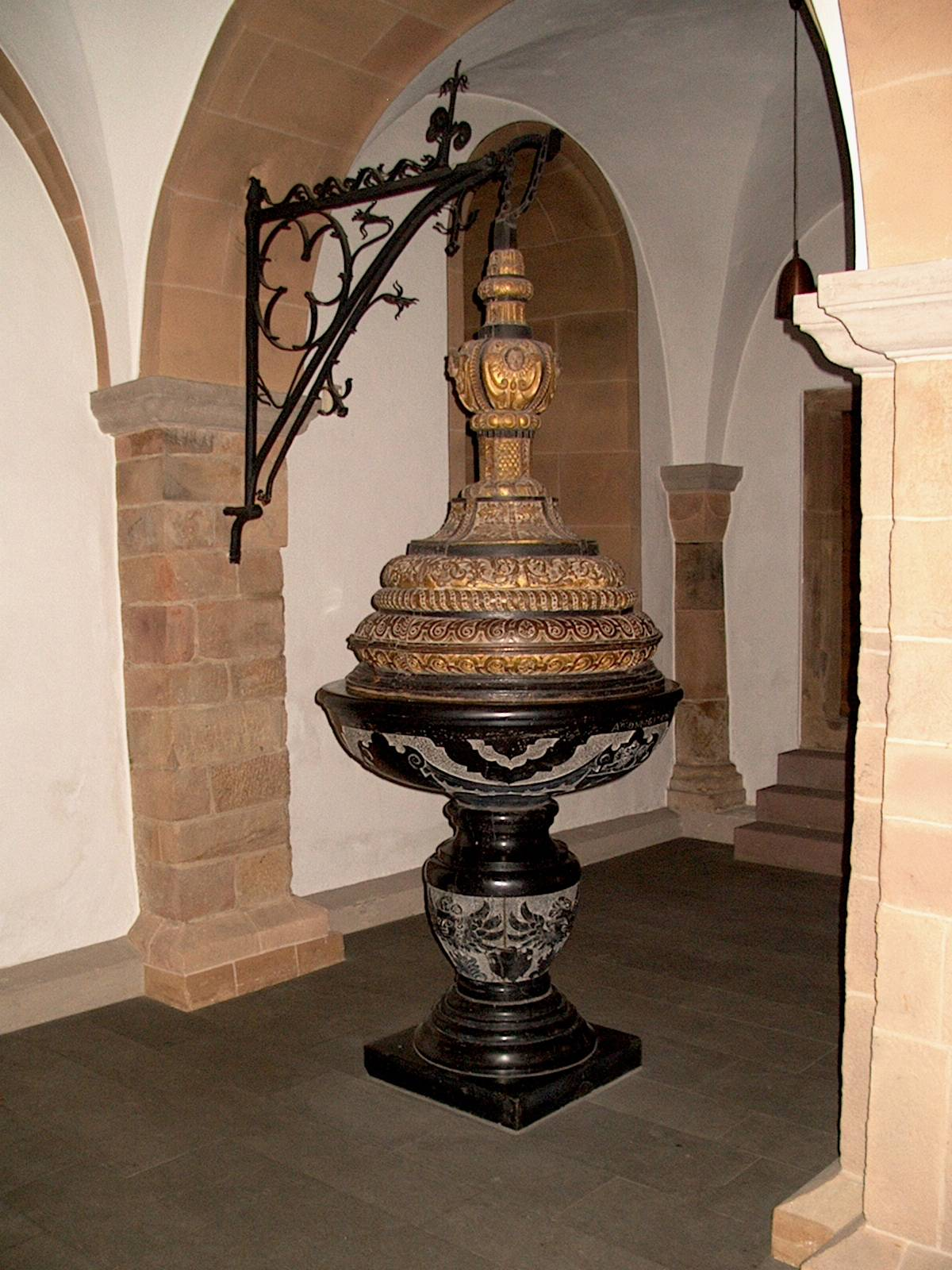
Taufstein von 1619 in der Stiftskirche
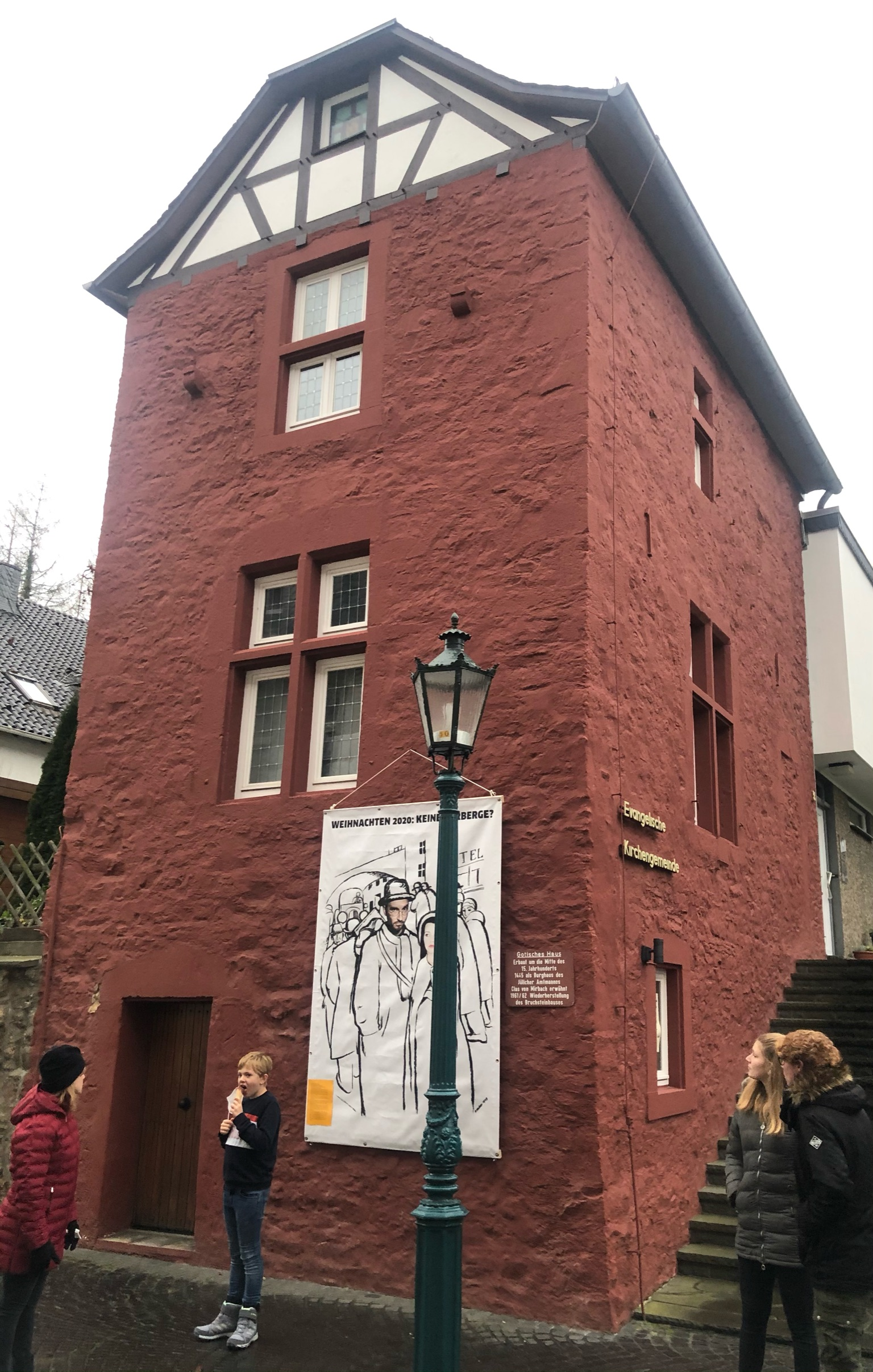
Gotisches Haus aus dem 15. Jahrhundert
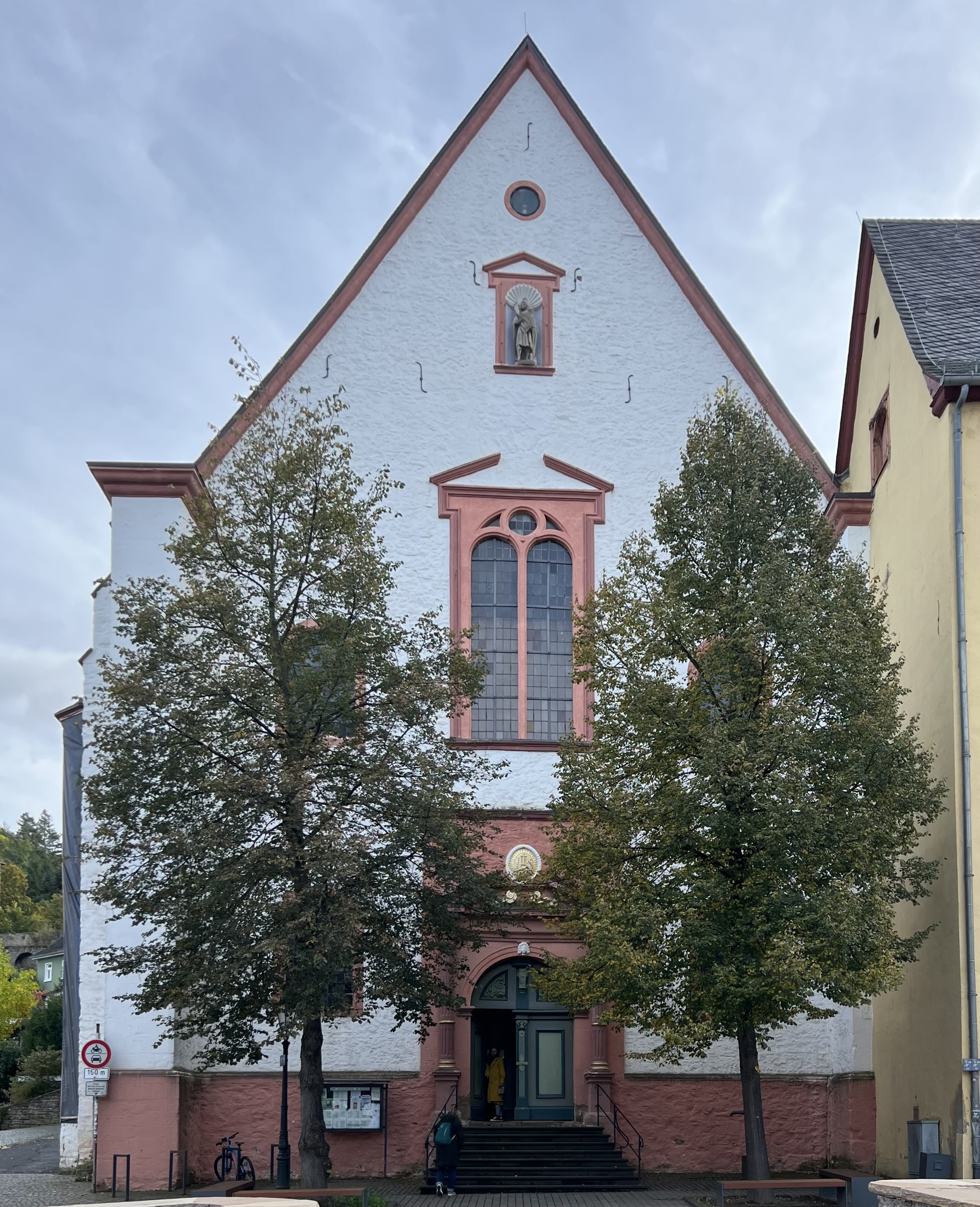
Jesuitenkirche St. Donatus

- Bad Münstereifel wurde 1299 erstmals „oppidum“ Monasterium in Eiflia, also „befestigter Ort“ genannt. Nahezu vollständig erhalten ist die Stadtumwehrung aus dem Anfang des 13. Jahrhunderts mit insgesamt vier Stadttoren. Sie waren bis ins 18. Jahrhundert hinein mit Zugbrücke, Fallgatter und Torflügeln versehen, sind allesamt rechteckige Tortürme mit Satteldach. Das höchste ist das Werther Tor mit umlaufendem Sims am oberen Mauerabschluss seines schlanken Torturms.
  - Das Werther Tor im Norden, benannt nach einer älteren fränkischen Siedlung namens Werthe.
  - Das Johannistor am östlichen Stadtausgang, benannt nach der Pfarrkirche St. Johannis oberhalb des Tores.
  - Das Orchheimer Tor als südliches Stadttor, benannt nach dem gleichnamigen mittelalterlichen Stadtteil Münstereifels.
  - Das Heisterbacher Tor im Westen der Stadtmauer.
- Historischer Stadtkern innerhalb der Stadtumwehrung.
- Burg Münstereifel
- Romanische Stiftskirche St. Chrysanthus und Daria von 1100, Westwerk vermutlich von St. Pantaleon (Köln) inspiriert.
- Jesuitenkirche, 1659–1668 als Teil der ehemaligen Jesuitenschule (heute: St. Michael-Gymnasium) erbaut.[28]
- Romanisches Haus von 1167 – eines der ältesten aus Naturstein gebauten Häuser im deutschen Westen. Drei Fenstersäulen, die nur im inneren sichtbar sind im ersten Obergeschoss, und eine vierte im Dachgeschoss, bestehen aus dem Kalksinter der römischen Wasserleitung. Original sind auch noch der Brunnen im Kellergewölbe sowie die Kühl- und die Salznische im 1. Obergeschoss. Des Weiteren ist ein Deckenbalken noch aus der Bauzeit. Eine umfangreiche Restaurierung erfolgte von 1960 bis 1962. Das Haus beherbergt heute das Toni-Hürten-Heimatmuseum.[29]
- Gotisches Haus, Mitte 15. Jahrhundert, in der Zeit Burghaus des Amtmannes Clas von Mirbach, Wiederherstellung 1961/62, Bruchstein
- Windeckhaus, ein Fachwerkhaus in der Orchheimer Straße mit auffälliger und aufwendiger Schnitzwerk-Fassade.[30]
- St. Michael-Gymnasium, 1659 als ehemalige Jesuitenschule erbaut und eines der beiden Gymnasien der Stadt.[31]
- ehemaliges Karmelitinnenkloster
- Rathaus, erbaut in zwei Bauabschnitten, der älteste vermutlich aus dem 14. Jahrhundert, urkundlich erstmals erwähnt 1476, Anbau mit der „new kamer“ ab 1550, fertiggestellt 1551
- 100-m-Radioteleskop Effelsberg
- 25-m-Radioteleskop Astropeiler auf dem Stockert, das erste deutsche Radioteleskop, denkmalgeschützt, bei Eschweiler
- römischer Tempelbezirk, der sogenannte Heidentempel
- römische Kalkbrennerei aus dem 3. Jahrhundert bei Iversheim

- Kapelle auf dem Michelsberg
- Die Pfarrkirche St. Margareta in Eschweiler wurde in den Jahren 1901 und 1902 auf einem Vorgängerbau errichtet. Die Fenster stammen von den Glasmalern Hermann Gottfried sowie Heinrich Oidtmann II.
- Die Kapelle „Decke Tönnes“ steht an der Landstraße 234. Darin befindet sich eine Figur, die im 15. oder 16. Jahrhundert vermutlich im Kloster Steinfeld hergestellt wurde und Antonius den Großen darstellt. Das Wander- und Laufziel wurde in den vergangenen Jahren mehrfach beschädigt und wieder saniert. Die Kapelle ist seit 2005 Namensgeber für einen privat organisierten Marathonlauf[32]
- Burg Kirspenich
- Jüdischer Friedhof Bad Münstereifel, dazu auch den untergegangenen jüdischen Friedhof Kirspenich

### Bodendenkmäler

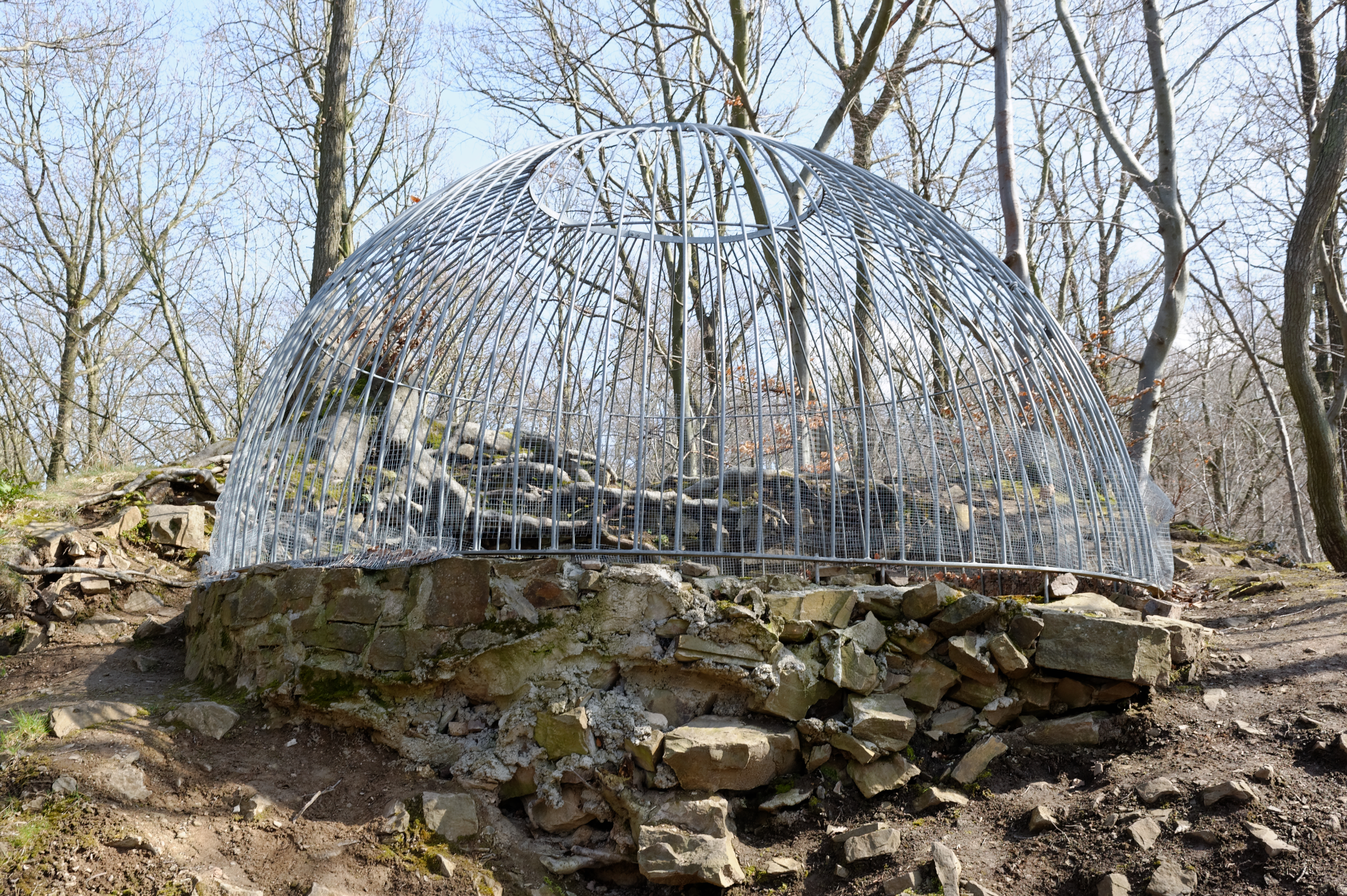
Bruchstein-Fundament eines Rundturms der alten Burg

- Alte Burg, Ringwallanlage aus dem 9. Jahrhundert
- Liste der Bodendenkmäler in Bad Münstereifel

### Museen
- Hürten-Museum (im Romanischen Haus seit 1975), 1912 gegründet, Fossiliensammlung, Weberwerkstatt, bürgerliche Wohnstube.[29]
- Römische Kalkbrennerei Iversheim, sechs Kalköfen, ca. 150 bis 300 n. Chr.
- Apotheken-Museum, 1997 eröffnet, Dokumente und Bilder zur Geschichte der Apotheke, originale Apothekengeräte aus dem 19. Jahrhundert und frühen 20. Jahrhundert.[33] (seit Juli 2021 geschlossen wegen Hochwasserschäden, Wiedereröffnung 2023 geplant)
- Handwebmuseum, 1961 eröffnet, Originalgeräte und -abbildungen zur 5000-jährigen Geschichte des Webens
- Natur- und Landschaftsmuseum, begehbares Diorama, in dem die Natur um Bad Münstereifel dargestellt wird
- Museum für Puppen und Spielzeug, Puppen und anderes Spielzeug aus den unterschiedlichsten Epochen und Variationen
- Historienweg „Münstereifel um 1900“, historischer Rundweg in 21 Stationen mit Fotos aus der Jahrhundertwende

### Konzerte
Die klassischen „Konzerte am Wallgraben“ sind weit über die Grenzen der Stadt bekannt.
Das „Kulturhaus theater 1“ steht als Kulturraum zur Verfügung. Dort finden Aufführungen von Theater, Kabarett, Tanz, Musik und Figurentheater statt.

## Wirtschaft und Infrastruktur

### Unternehmen

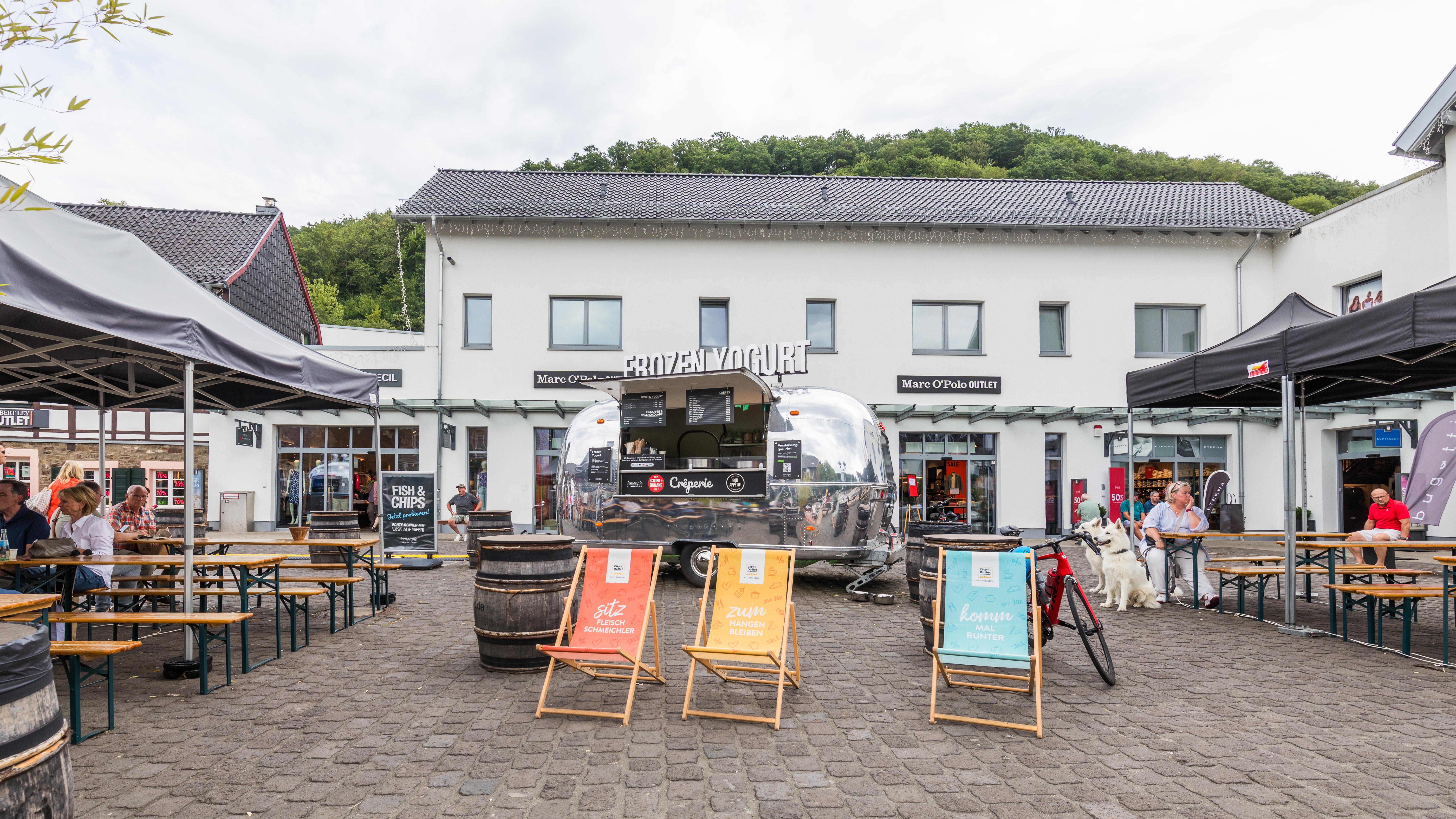
Outlet-Läden an der Trierer Straße

Die Stadt ist die erste, in der ein sogenanntes Outlet-Center (Direktverkaufsstellen) in einer Innenstadt und nicht, wie bisher üblich, außerhalb oder am Rand einer Ortschaft entstanden ist. Südlich außerhalb der Stadtmauer, unmittelbar vor dem Orchheimer Tor, wurden hierzu einige neue Gebäude rund um einen freien Platz errichtet. Zusätzlich sind innerhalb der Stadtmauer, entlang der Fußgängerzone, zahlreiche Markenläden in bestehenden Gebäuden der historischen Altstadt angesiedelt. Das Projekt trägt den Namen City Outlet Bad Münstereifel und wurde am 14. August 2014 eröffnet. In den ersten vier Monaten sollen eine halbe Million Besucher registriert worden sein.
Außerdem ist Bad Münstereifel Sitz der Peter Greven Gruppe, eines international tätigen Herstellers oleochemischer Produkte.
In den ehemaligen Räumlichkeiten der Kurt-Schumacher-Akademie befindet sich die Lifespring Klinik, eine auf Suchtkrankheiten spezialisierte Privatklinik.

### Öffentliche Einrichtungen

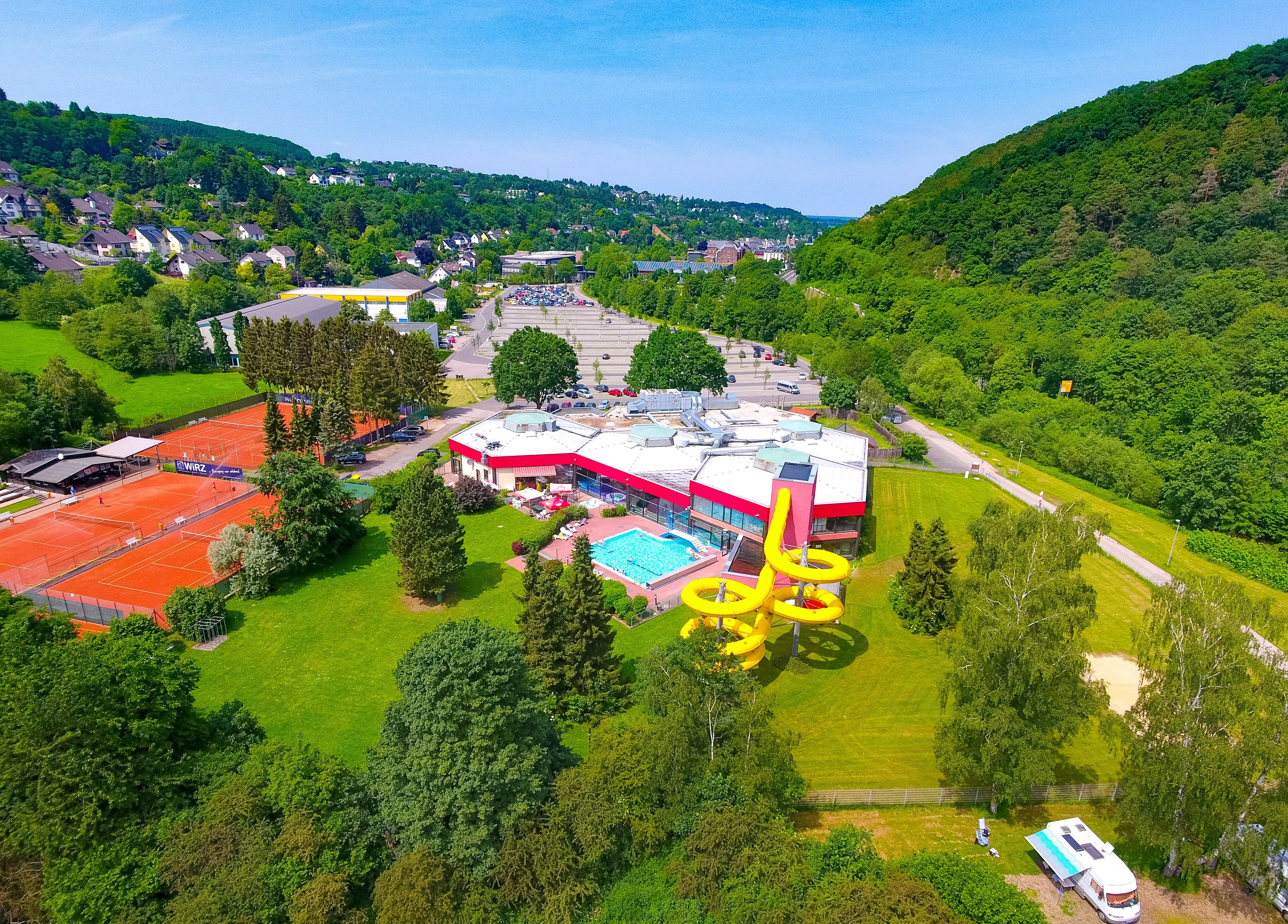
Eifelbad Stadt Bad Münstereifel

In nächster Umgebung der Stadt gibt es rund 200 km gut gekennzeichnete Wanderwege für Läufer und Spaziergänger. Der Erft-Radweg führt über 110 km von der Quelle der Erft bis zu ihrer Mündung in den Rhein. Das Eifelbad verfügt über Schwimm- und Sportbecken, Spiel- und Spaßbecken, Kinder-Spiel- und Spaßbecken, Außenbecken (auch im Winter), Whirlpool (außen und innen), Suhle, eine 66 m-Riesenrutsche, eine Saunalandschaft, Solarien und eine große Liegewiese.
Die Jugendherberge DJH im Stadtteil Rodert stellt 164 Betten in Schlafräumen für vier, sechs und acht Personen, außerdem zehn Gruppenleiterzimmer sowie sieben Aufenthaltsräume.
Es werden mehrere Führungen im Stadtgebiet und der Umgebung angeboten, darunter:
- eine Führung durch das Europäische Schutzgebiet Bad Münstereifeler Wald. Der Forstlehrpfad hat eine Länge von rund 6 km, er beginnt und endet im Kurpark Schleid und vermittelt Informationen über die heimische Pflanzen- und Tierwelt.
- eine Stadtführung durch den historischen Stadtkern mit seinen zahlreichen Baudenkmälern und der vollständig erhaltenen Stadtbefestigung von 1,6 km Länge mit 18 Wehr- und Verteidigungstürmen, vier Stadttoren, der Burgruine und dem teilweise begehbaren Wehrgang.

Seit Oktober 2007 gibt es in Bad Münstereifel das Kulturhaus theater 1, das ein ständig wechselndes Kulturprogramm in den Bereichen Theater, Figurentheater, Konzert, Tanz und Literatur bietet.
Bad Münstereifel besitzt eine Stadtbücherei mit einem Bestand von 16.000 Medien.

### Bildung

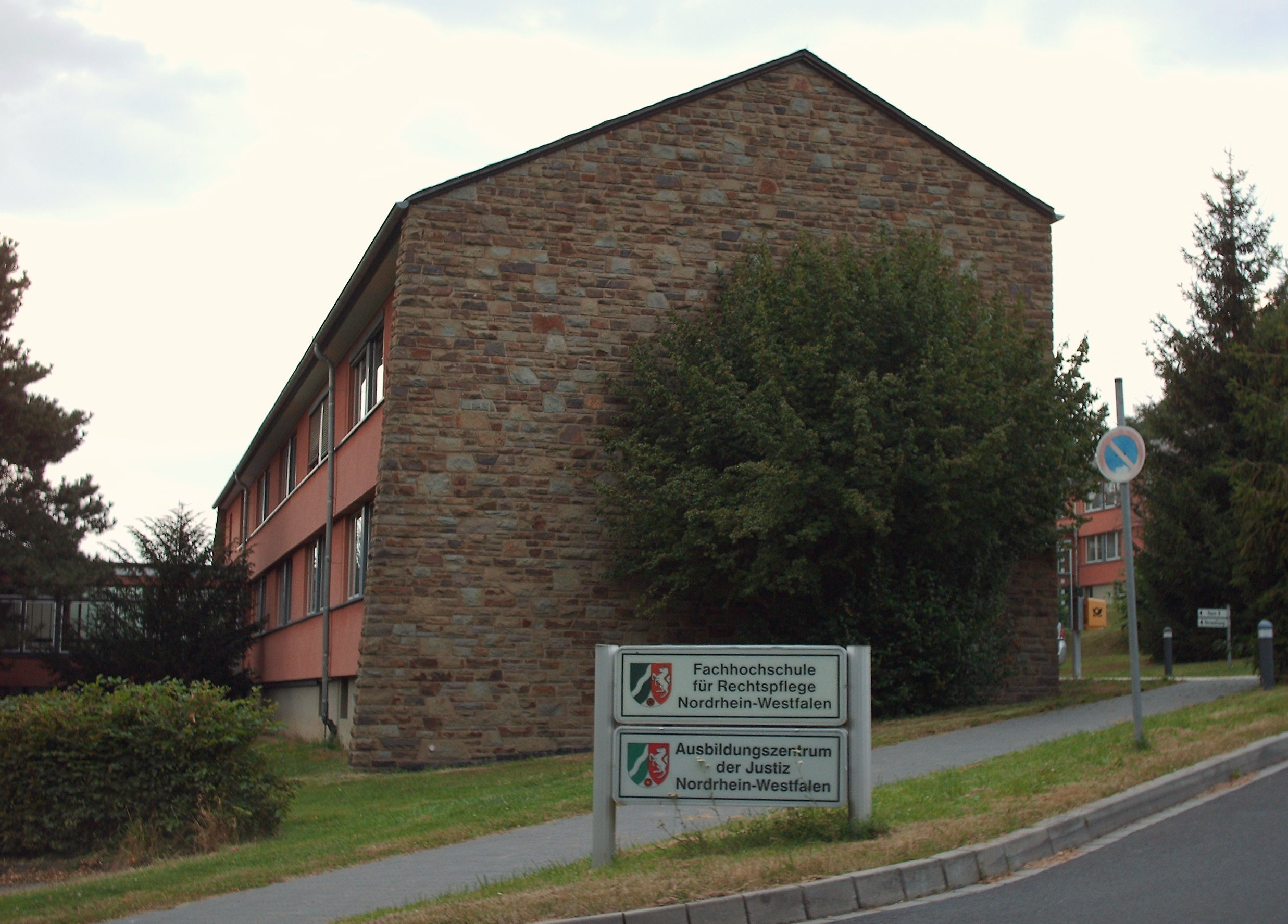
Fachhochschule für Rechtspflege Nordrhein-Westfalen

In Bad Münstereifel gibt es neben vier Grundschulen in der Kernstadt sowie den Stadtteilen Arloff, Mutscheid und Houverath eine Haupt- und eine Realschule sowie zwei Gymnasien: das städtische St. Michael-Gymnasium und das Erzbischöfliche St.-Angela-Gymnasium. Seit 2008 besteht in Bad Münsteifel das Collegium Maria Immaculata, eine Apostolische Schule der Legionäre Christi, die als Internatsgymnasium von der siebten Klasse bis zum Abitur führt.
Die Stadt ist Standort der 1976 gegründeten Fachhochschule für Rechtspflege Nordrhein-Westfalen und verfügt zudem über eine eigene Stadt-Volkshochschule. Mit dem Haus der Arbeitssicherheit der Berufsgenossenschaft Energie Textil Elektro Medienerzeugnisse beherbergt die Stadt eine private Schulungsstätte. Daneben gibt es das Haus des Jugendrotkreuzes als Bildungsstätte für den Landesverband Nordrhein.
Bad Münstereifel ist Sitz der SIGNO-Innovations-Gesellschaft Eifel e. V., der größten Erfindervereinigung in Deutschland. SIGNO ist ein Projekt des Bundesministeriums für Wirtschaft und Energie. Dem Verein angeschlossen ist eine Jugend- und Kinderabteilung, in der Kinder und Jugendliche in einer vereinseigenen Werkstatt das Grundwissen in Technik erwerben können.

### Verkehr

#### Öffentlicher Personennahverkehr

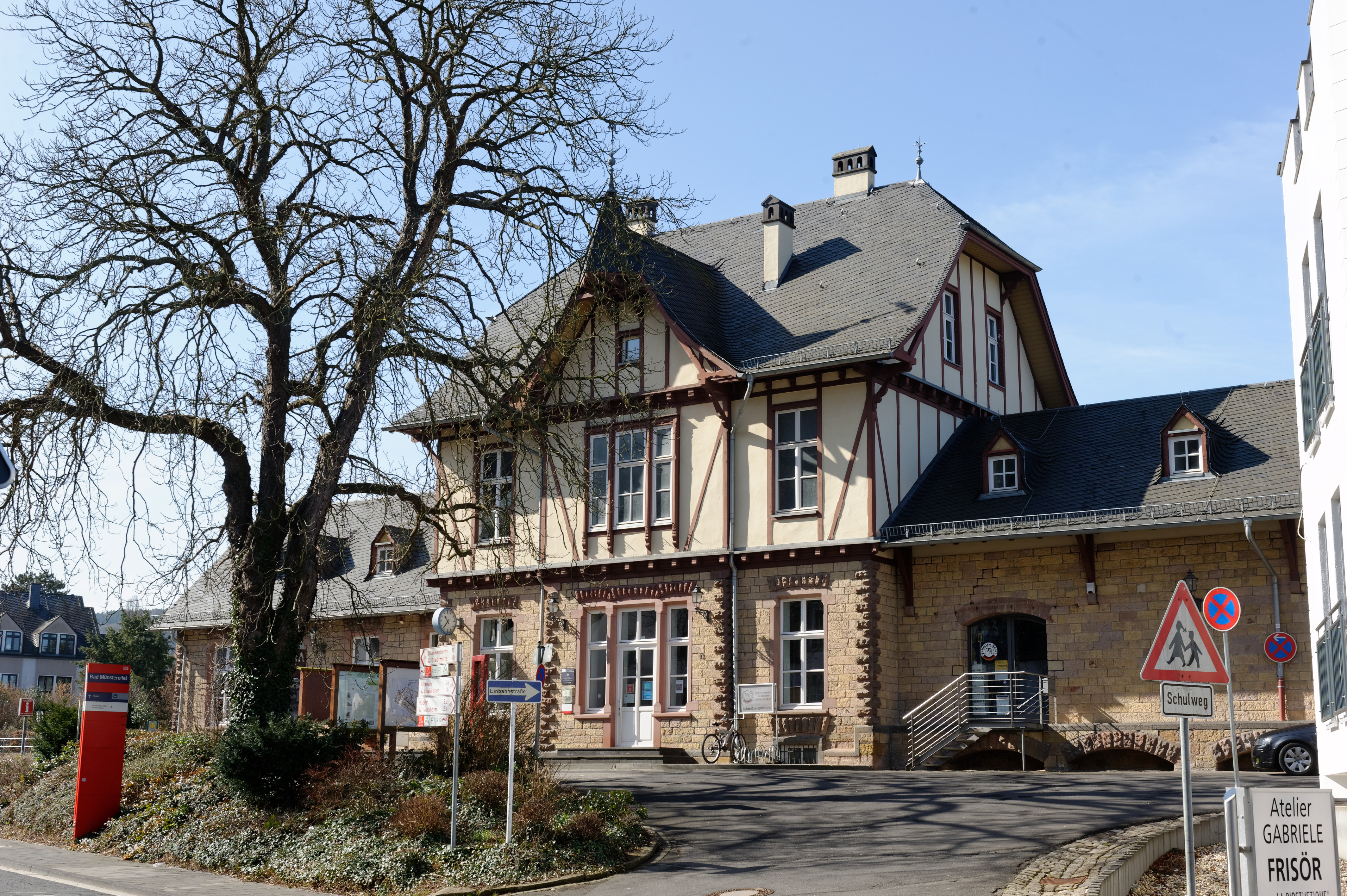
Bahnhof Bad Münstereifel

Der Bahnhof Bad Münstereifel ist ein Haltepunkt und Endpunkt der Erfttalbahn. Im Schienenpersonennahverkehr (SPNV) verkehrt auf dieser Strecke die RB 23 täglich im Stundentakt bis Euskirchen und anschließend als S 23 weiter bis Bonn Hauptbahnhof. Montags bis freitags verkehren die Züge von 6:00 bis 21:30 Uhr, samstags zwischen 7:30 und 20:30 Uhr, sonntags von 9:30 bis 19:30 Uhr. Die Fahrtzeit von Bad Münstereifel nach Euskirchen beträgt 21 Minuten, nach Bonn Hauptbahnhof ohne Umstieg insgesamt 74 Minuten.
Durchgeführt wird der Schienenpersonennahverkehr von der DB Regio NRW, die für die Voreifelbahn Diesel-Triebwagen der DB-Baureihe 620 und 622 in Ein- bis Zweifachtraktion für Geschwindigkeiten bis zu 140 km/h einsetzt. Auf der Erfttalbahn kann eine Höchstgeschwindigkeit von 60 km/h gefahren werden, da es sich um eine eingleisige Nebenstrecke mit vielen schlecht einsehbaren, unbeschrankten Bahnübergängen handelt.
Des Weiteren wird Bad Münstereifel von den Buslinien des Regionalverkehrs Köln (RVK) angefahren. Es existieren mehrere Buslinien in verschiedene Richtungen. Aufgrund der relativ schwachen Nachfrage werden nur auf der Buslinie 801 (Euskirchen – Bad Münstereifel) alle Fahrten mit normalen Linienbussen durchgeführt, da hier die Auslastung entsprechend hoch ist. Auf den anderen Linien werden die Fahrten außerhalb der Hauptverkehrszeit meist mit Taxibussen (TaxiBusPlus mit geringem Zuschlag) durchgeführt.
| Linie | Betreiber | Verlauf |
| ----- | --------- | --- |
| 772   | RVK       | Citybus Bad Münstereifel |
| 801   | RVK       | Euskirchen Bf – Billig – Rheder – Kreuzweingarten – Kirspenich – Arloff Bf – Kalkar – Iversheim Bf – Bad Münstereifel Gewerbegeb./Ärzteh. – Bad Münstereifel Bf |
| 819   | RVK       | MiKE (außer im Schülerverkehr): Bad Münstereifel Bf – Bad Münstereifel Eifelbad – Eicherscheid – Schönau – Mahlberg – Reckerscheid – Willerscheid – Soller – Hummerzheim – Odesheim – Hünkhoven – Rupperath |
| 821   | RVK       | MiKE (außer im Schülerverkehr): Bad Münstereifel Bf – Bad Münstereifel Eifelbad – Nöthen – Gilsdorf – Pesch – Zingsheim – Nettersheim Bf |
| 822   | RVK       | MiKE (außer im Schülerverkehr): (Bad Münstereifel Gewerbegeb./Ärzteh. →/ Rathaus ←) Bad Münstereifel Bf – Eifelbad – Eicherscheid – Langscheid / Vollmert – Schönau – (Mahlberg ←) Wasserscheide – Esch – Honerath – Berresheim – Hardtbrücke – Ellesheim – Mutscheid – Nitterscheid – Sasserath – Hilterscheid – Ohlerath (– Rupperath / Wershofen) |
| 824   | RVK       | MiKE (außer im Schülerverkehr): Blankenheim – Mülheim – Tondorf – Buir – Holzmülheim – Frohngau – Roderath – Bouderath – (Witscheiderhof – Bergrath) / Kolvenbach – Hohn – Eicherscheid – Bad Münstereifel Eifelbad – Bad Münstereifel Bf |
| 828   | RVK       | MiKE (außer im Schülerverkehr): Bad Münstereifel Bf – (Bad Münstereifel Rathaus →/ Gewerbegeb./Ärzteh. ←) Rodert – Holzem – Lethert – Effelsberg – Scheuerheck – Wald – Limbach – Houverath – Lanzerath – Eichen – Maulbach – Scheuren |
| 877   | SVE       | Euskirchen Bf – Billig – Rheder – Kreuzweingarten (– Bad Münstereifel Bf) |
| 887   | RVK       | MiKE: Bad Münstereifel Bf – Bad Münstereifel Gewerbegeb./Ärtzeh. – Iversheim Bf – Eschweiler – Weiler am Berge – Harzheim – Holzheim – Mechernich Stiftsweg – Mechernich Bf |

Für den Schienenpersonennahverkehr sowie den Linienbusverkehr gilt der Tarif des Verkehrsverbundes Rhein-Sieg (VRS) und tarifraumüberschreitend der NRW-Tarif.

#### Straßen
Die Bundesstraße 51 (B 51) von Bremen bis ins Saarland verläuft von Euskirchen kommend in Nord-Süd-Richtung durch das Stadtgebiet. Sie läuft an Arloff vorbei, durch Iversheim und die Kernstadt, bis sie in Eicherscheid westlich in Richtung Blankenheim abbiegt. Ab Eicherscheid nimmt dann die Landesstraße 165 (L 165) die südliche Richtung auf und verläuft durch Schönau und die Mutscheid bis nach Schuld an der Ahr in Rheinland-Pfalz. Im Stadtteil Wasserscheide zweigt von ihr die L 113 in Richtung Rheinbach und Bonn ab. In die andere Richtung läuft die L 165 von der Kernstadt aus nach Westen über Nöthen nach Mechernich. In der Kernstadt zweigt von der B 51 noch die L 234 über Effelsberg nach Rheinland-Pfalz ab.
Die nächste Autobahnausfahrt für den Kernort und die umliegenden Dörfer ist die Anschlussstelle 112 Bad Münstereifel/Mechernich an der Bundesautobahn 1 (Eifelautobahn).

## Persönlichkeiten

### Ehrenbürger
- 1876, 9. September: Landrat Gottfried Joseph Wolff zum 25-jährigen Dienstjubiläum als Landrat des Kreises Rheinbach (Münstereifel gehörte zu dieser Zeit zum Kreis Rheinbach).[41]
- 1895, 2. April: Fürst Otto von Bismarck.
- 1897, 18. November: Freiherr Friedrich von Ayx.
- 1902, 24. April: Landrat Rudolf von Groote, Förderer der Stadt.
- 1912, 22. Juni: Franz Maria Ferdinand Stephinsky.
- 1961, 8. August: John A. Wiles, ehemaliger Bürgermeister der englischen Partnerstadt Ashford.
- 1977, 5. Juli: Émile (Mimi) Renno aus der französischen Partnerstadt Fougères/Bretagne in Anerkennung seiner Verdienste um die Städtepartnerschaft Fougères/Bad Münstereifel.
- 2019, 24. Januar: Heinz Georg Kramm („Heino“) (* 1938), Sänger, lebt in Bad Münstereifel und betrieb von 1996 bis 2012 dort ein Café.[42]

### Söhne und Töchter der Stadt
- Hubertus Sturmius (um 1547–um 1605), Professor der Theologie der Universität Leiden von 1579 bis 1584
- Hermann Löher (1595–1678), Autor
- Johann Chrysanth Bollenrath (1697–1776), Decken- und Wandmaler
- Christian Ludwig König (1717–1789), Orgelbauer
- Peter Wilhelm Josef de Gynetti (1735–1804) Mediziner
- Friedrich Joseph Haass (1780–1853), der „Heilige Doktor von Moskau“
- Franz Ferdinand Joseph Wicküler (1813–1882), Bierbrauer in Elberfeld
- Laurenz Max Roth (1814–1877), römisch-katholischer Theologe und Professor
- Franz Bresgen (1815–1895), Winzer und Abgeordneter in der Frankfurter Nationalversammlung und im Preußischen Landtag
- Franz Maria Ferdinand Stephinsky (1823–1917), Apotheker, Kommunalpolitiker, Bewahrer des Münstereifeler Stadtbildes
- Lambert Rospatt (1829–1902), Landrat
- Cassius Rospatt (1830–1917), Reichsgerichtsrat
- Joseph von Ayx (1838–1909), Landrat in Monschau und Euskirchen, Ehrenbürger von Euskirchen und Zülpich, Landtagsabgeordneter
- Wilhelm Mohr (1838–1888), Journalist
- Franz Cramer (1860–1923), Klassischer Philologe und Gymnasiallehrer
- Friedrich Schulte (1867–1940), Verleger/Fotograf, Herausgeber der Münstereifeler Zeitung
- Aloys Castenholz (1885–1947), Landrat in Wittlich und Regierungspräsident in Koblenz
- Josef Koch (1885–1967), Philosophiehistoriker, katholischer Theologe und Hochschullehrer
- Ulrich Busch (1921–2021), Slawist und Professor der Universität Kiel
- Renate Mahlberg (1949–2019), Schriftstellerin
- Renate Offergeld (* 1950), Kommunalpolitikerin
- Michael Wink (* 1951), geboren in Esch, Biologe und Professor der Universität Heidelberg
- Jan-Christopher Horak (* 1951), Filmhistoriker
- Gerald Hündgen (1952–2007), Journalist
- Margareta Hürholz (* 1954), Konzertorganistin
- Rudi Zalfen (* 1954), Radrennfahrer
- Anna Elisabeth Prinz (* 1955), Diplomatin
- Christopher Becker (* 1980), Filmregisseur, Drehbuchautor und Filmproduzent

### Weitere Persönlichkeiten, die mit der Stadt in Verbindung stehen
- Konrad Schaefer (1915–1991), Maler und Grafiker, lebte seit 1966 in Bad Münstereifel.
- Otto Graf Lambsdorff (1926–2009), ehemaliger Bundesminister für Wirtschaft und Bundesvorsitzender der FDP, wohnte im Stadtteil Eschweiler.
- Hans Fricke (1926–2015), Widerstandskämpfer des Nationalsozialismus und Mitglied der Edelweißpiraten, lebte im Ruhestand in Bad Münstereifel.
- Heinz Küpper (1930–2005), Schriftsteller, lebte in der Kernstadt und war Geschichts- und Deutschlehrer in Bad Münstereifel.
- Nina Rauprich (* 1938), Kinder- und Jugendbuchautorin, lebt in Bad Münstereifel.
- Hans Meiser (1946–2023), TV-Moderator, wohnte in Bad Münstereifel.[43]
- Wilma Ruth Albrecht (* 1947), Autorin, war von 1989 bis 1999 ehrenamtliche Stadtverordnete in Bad Münstereifel.
- Jochen Arlt (* 1948), Schriftsteller und Herausgeber, lebt im Stadtteil Houverath.
- Barbara Salesch (* 1950), Juristin, bekannt geworden als „Fernsehrichterin“, wohnte in Bad Münstereifel.
- Monika Tworuschka (* 1951) und Udo Tworuschka (* 1949), Religionswissenschaftler, leben im Stadtteil Arloff.
- Hans-Peter Salentin (* 1961), Jazztrompeter und Komponist, lebt in Bad Münstereifel.
- Ralf Kramp (* 1963), Autor, Karikaturist und Verleger, besuchte das Erzbischöfliche Konvikt in Bad Münstereifel.
- Jürgen Trimborn (1971–2012), Schriftsteller und Biograph, lebte seit Sommer 2007 in Bad Münstereifel.
- Frank Stippler (* 1975), Automobilrennfahrer, lebt in Bad Münstereifel.
- Eve Scheer (* 1977), Schauspielerin, Automobilrennfahrerin und Moderatorin, lebt in Bad Münstereifel.
- Markus Ramers (* 1986), Politiker und Landrat des Kreises Euskirchen, Lehrer am St. Michael-Gymnasium (von 2013–2020)
- Liaze (* 2003), Musiker und Produzent, wohnte in Bad Münstereifel.

## Trivia
- Bundeskanzler Willy Brandt und SPD-Fraktionschef Herbert Wehner führten in der Nacht vom 4. auf den 5. Mai 1974 in Bad Münstereifel ein Gespräch, das zum Rücktritt Brandts wegen der Guillaume-Affäre einige Tage später geführt haben soll. Wehner stellte diesem ein Ultimatum, sodass am 7. Mai 1974 der Rücktritt Willy Brandts bekanntgegeben und Helmut Schmidt der deutsche Bundeskanzler wurde.[44]
- Die portugiesische Partei Partido Socialista wurde am 19. April 1973 in Bad Münstereifel gegründet.
- Der ehemalige deutsche Fußballfunktionär Reiner Calmund wurde im Grundschulalter, aufgrund der Diagnose des Betriebsarztes der Rheinbraun, nach Bad Münstereifel-Iversheim in ein Kinderheim zur Kur geschickt, da er seinerzeit zu dünn gewesen ist und in den sechs Wochen Aufenthalt an Körpergewicht zulegen sollte.[45][46]
- Im deutschen Katastrophenfilm Vulkan (2009) diente Bad Münstereifel als Kulisse für eine fiktive Kleinstadt in der Eifel, die bei einem Vulkanausbruch zerstört wird. In dem Film hieß Bad Münstereifel „Lorchheim“.[47] Ebenso diente Bad Münstereifel als Schauplatz für das fränkische Herzogenaurach in dem Film Duell der Brüder – Die Geschichte von Adidas und Puma (2016), welcher, wie auch schon Vulkan, von RTL produziert wurde.[48] Auch wurden in Bad Münstereifel Szenen für die humoristische Krimiserie Mord mit Aussicht (2012) vor und in den Räumlichkeiten des St. Michael-Gymnasiums gedreht.[49]